# 石庫門

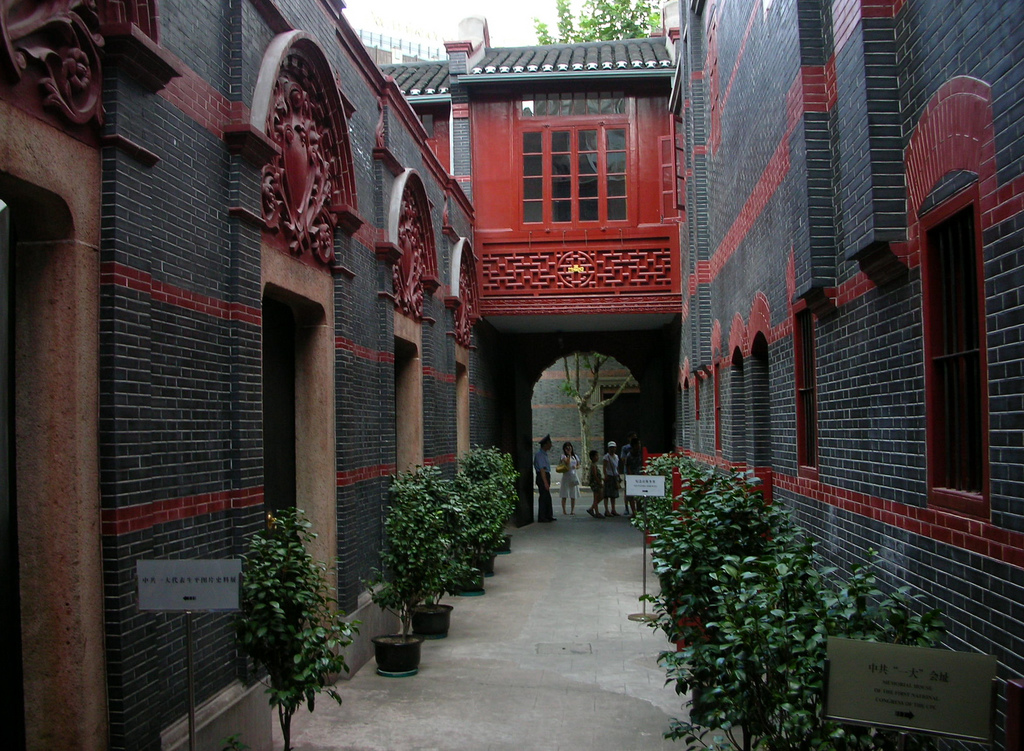
中国共産党第一次全国代表大会会址に保存された弄堂。石庫門という名の由来である「石門」が左に見える。

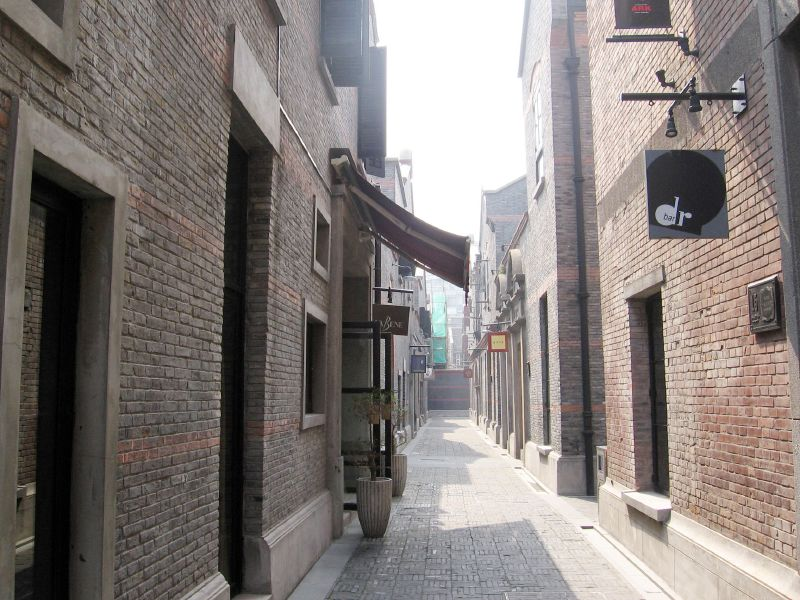
新天地にある、リフォームされた石庫門の路地。

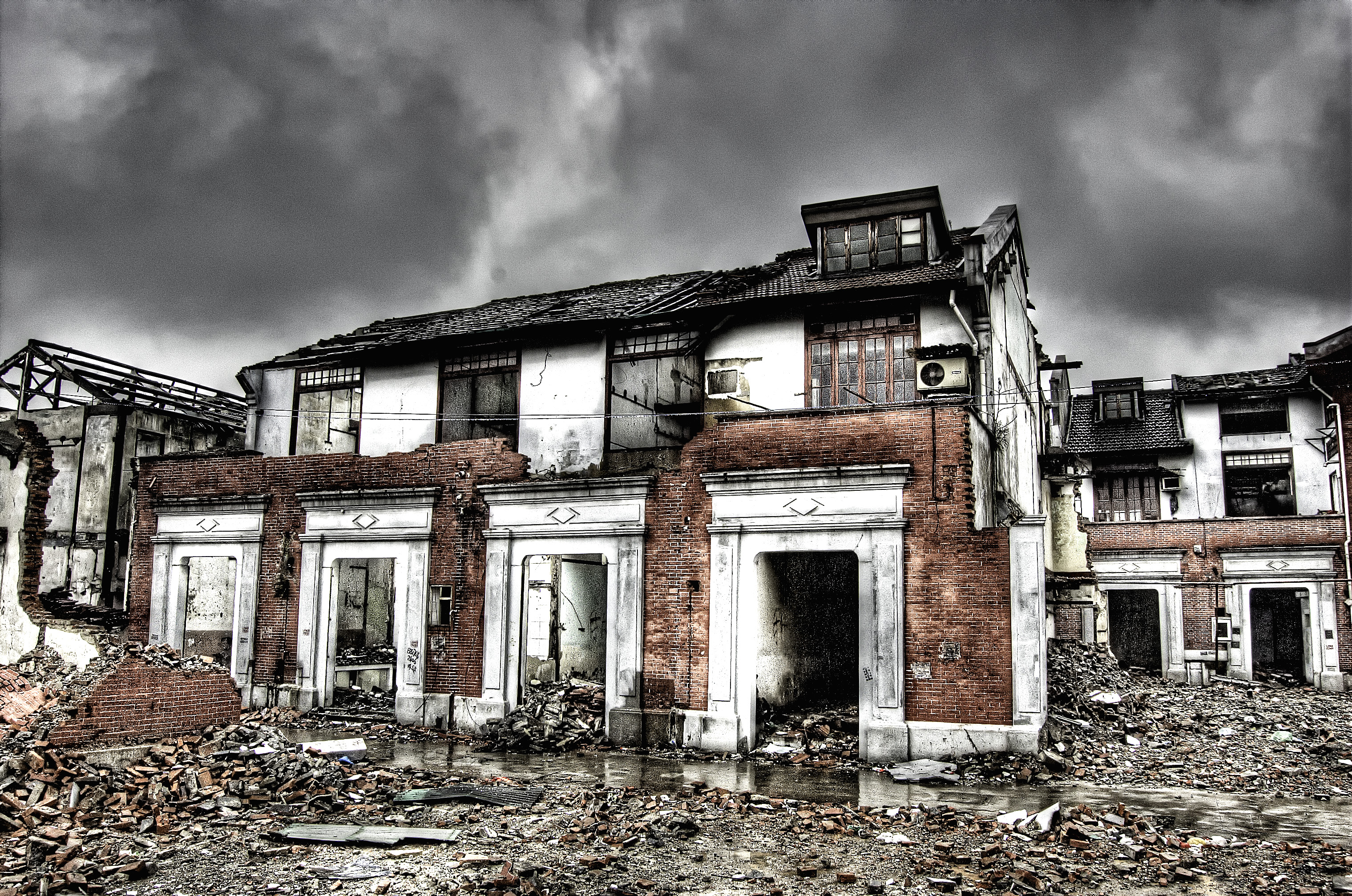
取り壊し中の石庫門建築（2007年）。

石庫門（せきこもん、中: 石库门、拼音: shíkùmén、上海語：zah4 khu3 men1[zᴀ̏ʔkʼùmə᷅n]）は、1860年代から見られる上海の中洋折衷型の伝統的建築様式。最盛期には9000棟もの石庫門様式の建物が上海にあり、これは街全体の住宅ストックの60%に相当したが、今日では多くの住人は大型共同住宅に住むようになり、その比率はずっと少なくなっている。石庫門は里弄住宅の一類型に分類される。
2010年に「石庫門“里弄”建築の建造技術」は中国政府から国の無形文化遺産 (no. VIII-210) に認定された。
石庫門住宅は中国の他の港湾都市にも導入された。例えば、漢口（現在の武漢市の一部）の租界にも多く建てられ、その一部は今日も残っている。

## 構造
石庫門は2-3階建ての建築物の連なりが共用通路（中庭）を囲んだ構造になっており、西洋のテラスハウスもしくはタウンハウスに似ているが、高い煉瓦塀がその狭い共用通路の端に設けられて、外部を遮断できる点が違う。“石庫”という名はその強固な遮断壁についた入口から来ている。
それぞれの住居は隣接し合い、みな“弄堂”と呼ばれる直線の路地に沿って配置される。それぞれの路地の入口は、装飾的な石のアーチ（牌坊）となっている。
石庫門は、伝統的な江南建築と社会様式に、西洋建築で見られる要素を文化的に混ぜ合わせたものである。伝統的な中国の住宅には中庭があり、石庫門も例外ではない。しかし土地が足りない都市部の事情と妥協するため、それはかなり小さいものになった。またそこは、外の街路で騒動が起こっても（入口を閉じれば）内側で安全に過ごせるスペースとなり、青天井なので雨が降ってきて植物が生えるに任せていた。この中庭は、日光も差し込み、また各部屋の換気を促進した。

## 歴史

### 起源

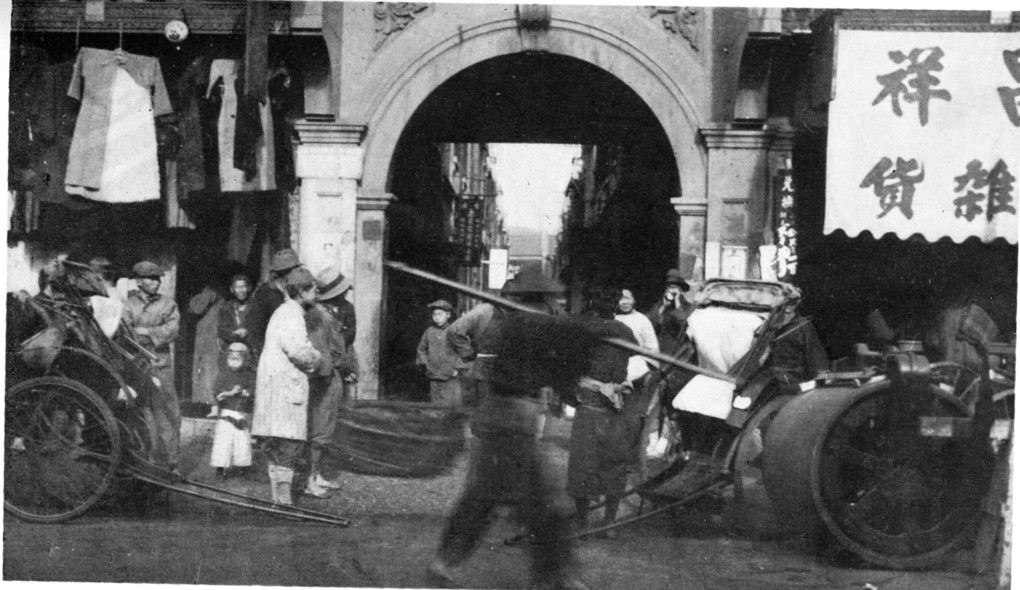
石庫門の路地もしくは弄堂の入口。

この居住形式は元々、地元の宅地造成業者が西洋式のテラスハウスを中国の事情に合うようアレンジしたものである。1843年に上海が条約港になると、周辺地域から多数の労働者が流入してきた。1853年の小刀会蜂起と太平天国の乱によって、さらに多数の移住者と難民が上海に流入した。住宅需要の急速な高まりを受け、宅地造成業者は市内で中国人向け住居を大量に新築し始めた。当初それは、安く短期間で建てられる木造建築が多かった。それらの木造の建物は複数階建ての連続住宅（いわゆる長屋式住宅）であり、名前の末尾に大抵は“里”がついた。それらは上海で最初の“里弄”建築である。1853年から10ヶ月の間に、この形式の建物が800棟建てられた。
これらの建物は火災に弱かったため、上海の租界では禁止された。しかし、上海の不動産市場の急速な発展を受け、宅地造成業者らはこの木造長屋形式を石庫門へと発展させた。まず木で骨組みを作り、重量を支えるよう煉瓦でそれを覆うという中国の伝統的な「立帖式」（上海での呼称。一般的には「穿斗式」と呼ばれる）という技法を使い、中庭を各住居が三方から囲むか、四合院のように四方から囲むという、江南でよく見られるレイアウトをとった。

### 発展

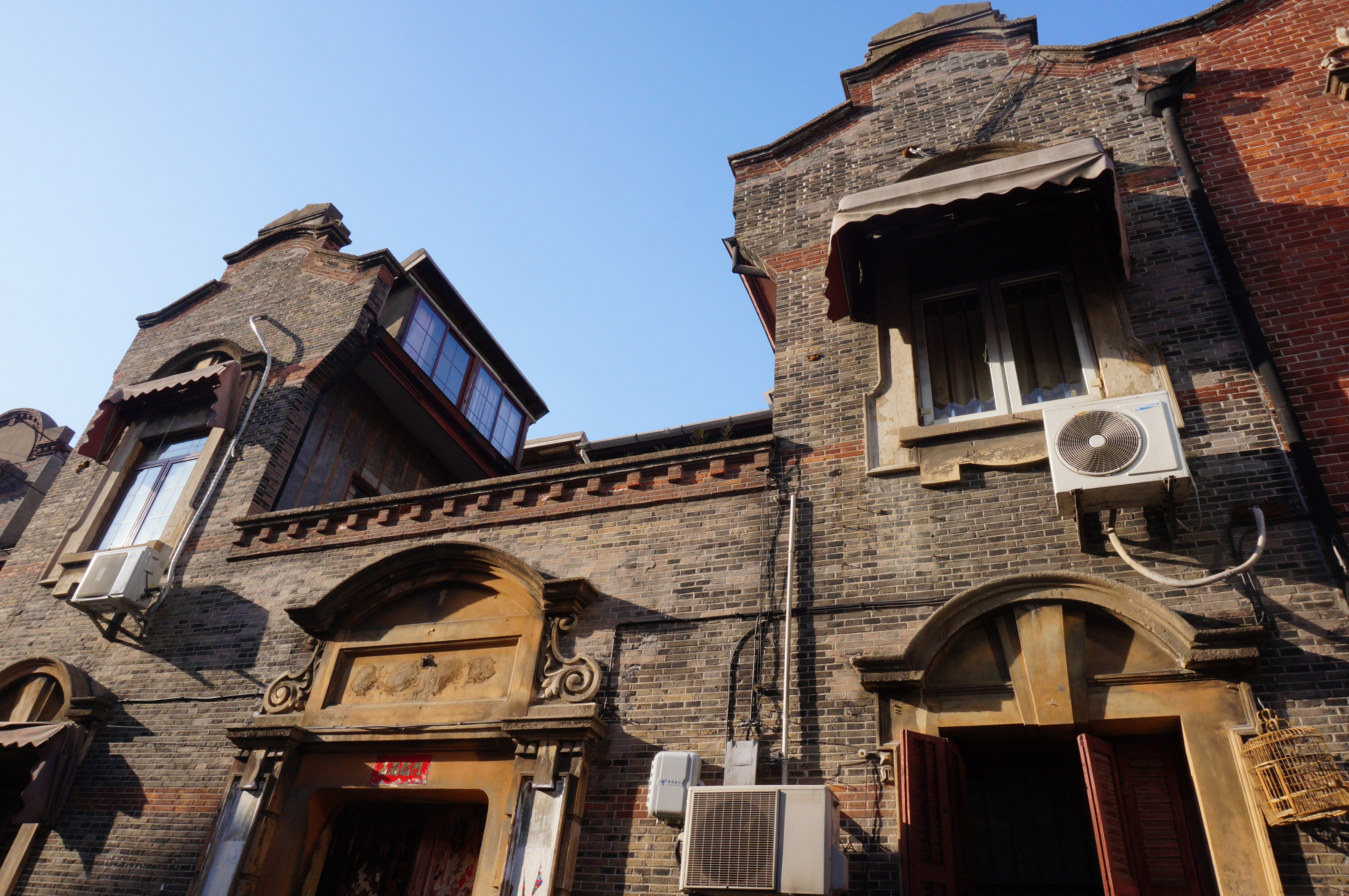
張園の石庫門住宅の外観。

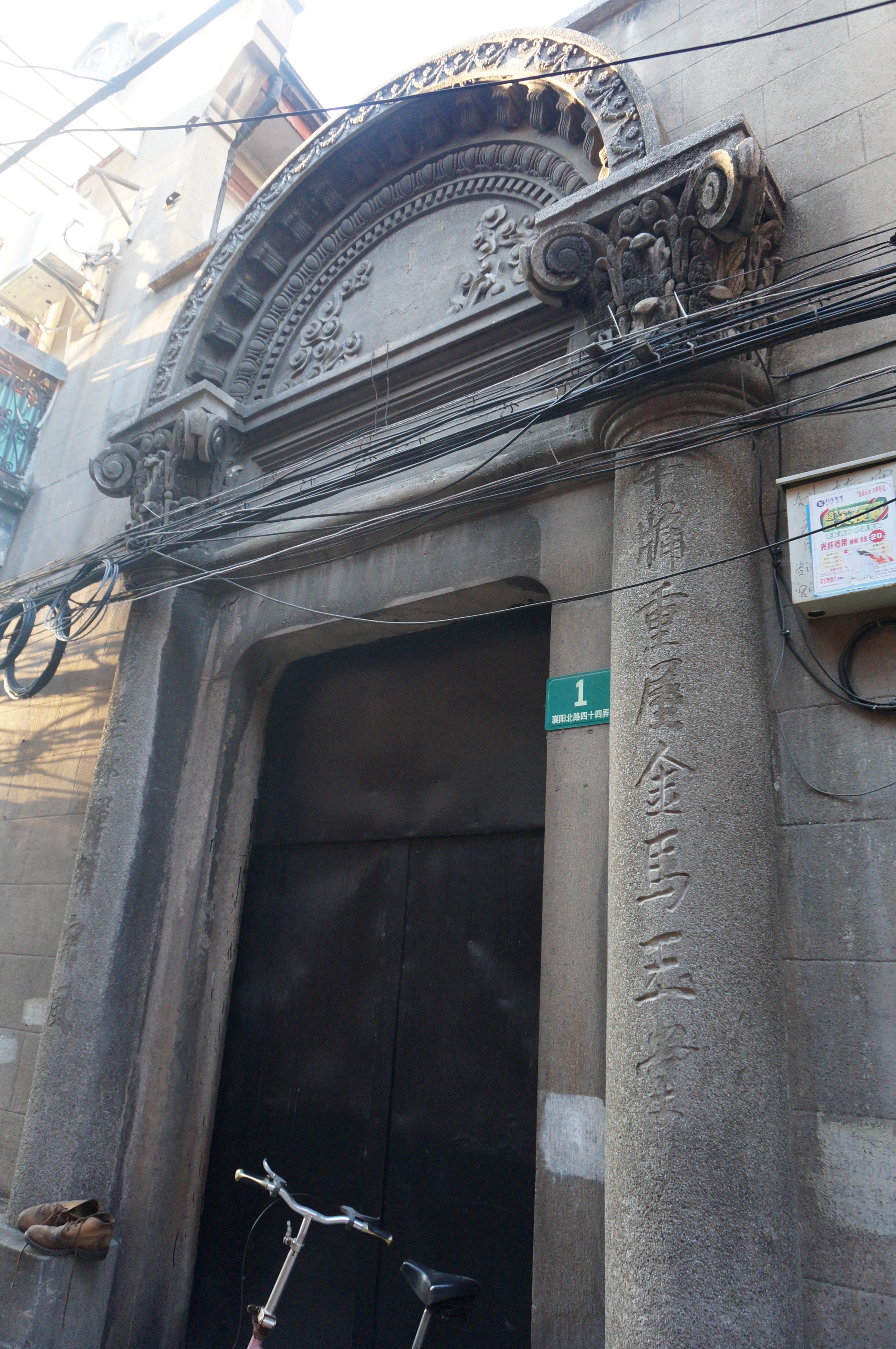
飾り迫縁、ペディメント、二行連句を刻んだ柱を持った、比較的手の込んだ“石の門”。襄陽北路の石庫門住宅にて。

石庫門の住居は、伝統的な中庭型集合住宅のそれに比べるとはるかに間取りは狭く、狭い通路を通じて出入りした。また石庫門は、西洋型の住居に比べると建築費が安かった。以前の木造長屋形式に比べると建築費はかさんだが、頑丈であり、賃料も高くなった。石庫門はまずイギリス租界（後に共同租界の一部となり、現在の黄埔区にあたる）で建設されたが、瞬く間に旧市街や中国人居住地でも広く使われるようになり、上海における住宅の一般洋式となった。不動産業者らは、その利幅の大きさからこぞって石庫門市場に参入した。
1910年代から、社会変化に対応するため石庫門に様々な革新があった。中産階級の拡大により、住宅部分が囲む路地の幅が広くなったが、各居住部の幅は狭くなった。具体的には、19世紀には3間分（以下、柱と柱の間 (bay) の幅を間と表記する）の張り出しと2つの翼（左右の張り出し）があるのが普通だったが、1-2間分の張り出しと1つの翼だけになった。装飾はより凝ったものになった。家の玄関扉の部分にはアーキトレーブ、飾り迫縁、ペディメントを模した、特徴的で凝ったまぐさ石が使われた。1919年頃には、住宅需要の逼迫と所得格差の拡大により、より小型で設備が整った“新式”の石庫門が求められるようになった。それは2階建てでなく3階建てで、近代的で衛生的な設備を持っていた。自然光を取り入れることが非常に重視され、殆どの石庫門は南側を向いており、建物内の階段の天窓や中庭で前庭と裏庭の明かりを補った。より大規模な石庫門も現われ、幹道（メインの共用通路）が外の街路とつながり、支道（枝となる細い通路）が幹道とつながった。自動車が広く使われるようになり、幹道は概して車が入れるようになっていた。

### 後期
この“新式”が最も盛んだったのは1920年代だった。それらは1930年代から国共内戦にかけて“里弄”住宅の新しいタイプやより大型の現代的集合住宅といった新しい建築に置き換えられ、日中戦争によって上海の不動産市場は完全に崩壊した。
一軒分の家賃を払えない一家が一部の部屋をまた貸しすることはよくあった。また貸しする方を「大房東」、また借りして入ってくる方を「二房東」と呼び、一つの石庫門住宅に同居した。この形態は日中戦争が始まった後に広く行なわれるようになった。虹口と閘北の中国人居住区やさらに遠くから、まだ占領されていない租界へ難民が押し寄せ、租界での住宅需要が劇的に増加した。二房東たちは、間借りした部屋にさらに小部屋を造ったり、中庭や屋上に増築したり差掛け小屋を造ったりと、様々な工夫を凝らした。石庫門の住宅は、その密集さと無秩序さで知られるようになった。石庫門の一軒分の住宅に1ダース以上の家族が暮らすことも珍しくなかった。当時のそうした住宅を舞台にした有名な風刺コメディに『七十二家房客』がある。

### 利用
石庫門は元は住宅用途だが、その弄堂に隠れてその他の事業が営まれることもあった。具体的には、金貸し、貿易業、筆写、工場、娯楽施設などで、学校があることもあった。例えば大型の石庫門“興仁里”には20軒もの金貸しが入っていた。貿易業ならば1階を倉庫にし、上層階で営業した。化学薬品や染料の業者も多かった。靴下工場や化粧品工場といった軽工業の工場も石庫門では見られた。特によくあったのが食料雑貨品店、レストラン、宿泊所、公衆浴場で、これらはリフォームされた石庫門で今も残っているものがある。
人口が密集した石庫門地域は、革命家たちの隠れ家となった。中国共産党はその第一次全国代表大会を樹徳里の石庫門住宅で開き、二回目もフランス租界の別の石庫門住宅で開いた。中国共産主義青年団は淮海路の石庫門住宅の外でまずその活動が始まった。
石庫門地域は、いかがわしい商売の舞台にもなった。1949年以前、福州路の会楽里と群玉坊は上海の有名な花街となっていた。賭博場、阿片窟、占い師などが石庫門地域でよく見られた。

### 消滅
1930年代末には、石庫門は“里弄”住宅の新しいタイプや大型集合住宅に取って代わられ、既に廃れ始めていた。上海の商業的な不動産開発は、第二次大戦とそれに続く国共内戦で事実上消滅した。1949年に内戦終了後、石庫門が建てられることは全くなくなり、集産主義的原則に則った住居建築物の計画的な建設に取って代わられた。1950年代初め、9000以上もの石庫門建築があると見積もられ、それは上海地域の住宅戸数の65%に相当した。新しい住居建築物の建設によってこの比率は時につれ下がっていったが、多くの石庫門地域は1980年代の経済的改革開放期まで、混み合った状態を手つかずのまま保った。1990年代になると取り壊しと再開発の波が押し寄せ、21世紀になると無傷の石庫門は僅かしか残らなくなった。徐匯区の場合、石庫門住宅は1949年には268万平方メートルと見積もられたが、1990年代には25万平方メートルになっていた。濃密で強固な石庫門のコミュニティを強制的に解体することには議論が起こり、例えば2005年には開発業者が住人達を立ち退く気にさせようと放火して2人の年老いた住人が死亡する事件があった。

## 類型と構造

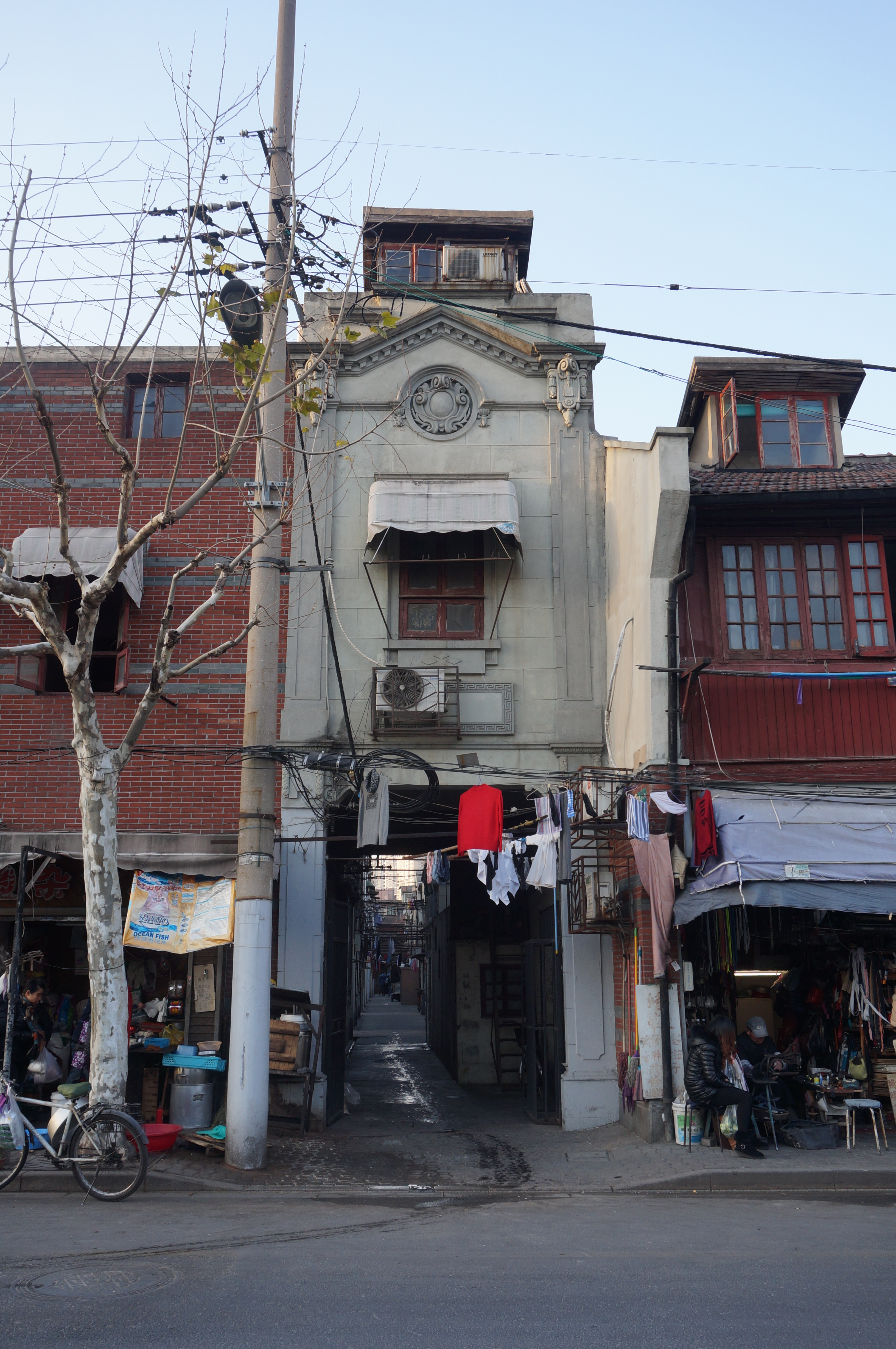
山海関路の石庫門の入口

建築史的に見ると、石庫門は旧式（老式）と新式に分けられる。旧式は1860年代から第一次世界大戦までの間に多く建てられたものであり、新式はその後から石庫門の建築が止む1949年までの間に普及したものである。老式はさらに前期（早期）と後期に分けられる。
石庫門建築の類型を決めるのは、その目につきやすい“石庫門”すなわちメインゲートである。一般的に、ゲートは各住居が並んだ中心軸上にあり、黒い光沢に塗られた重い木製の扉が両開きにつけられている。扉の幅は1.4メートル、高さ2.8メートル程度が普通である。また通常、真鍮か鉄製のドアノッカーがついている。もともとそうした建築物は、文献では“石箍門”（ザッグメン/シグメン、上海語で「石で囲まれた門」）と記されていたが、年が経つにつれ現在の「ザックメン/シクメン」に発音が変わった。個々の住宅は伝統的江南建築の典型的な特徴を示しているが、区画全体としてのレイアウトは西洋のテラスハウスに倣ったものとなっている。

### 旧式

#### 前期

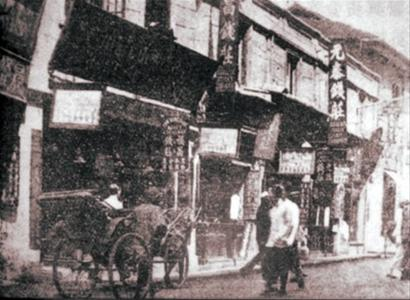
旧式前期の典型である興仁里の石庫門建築（街路に面したところの写真）

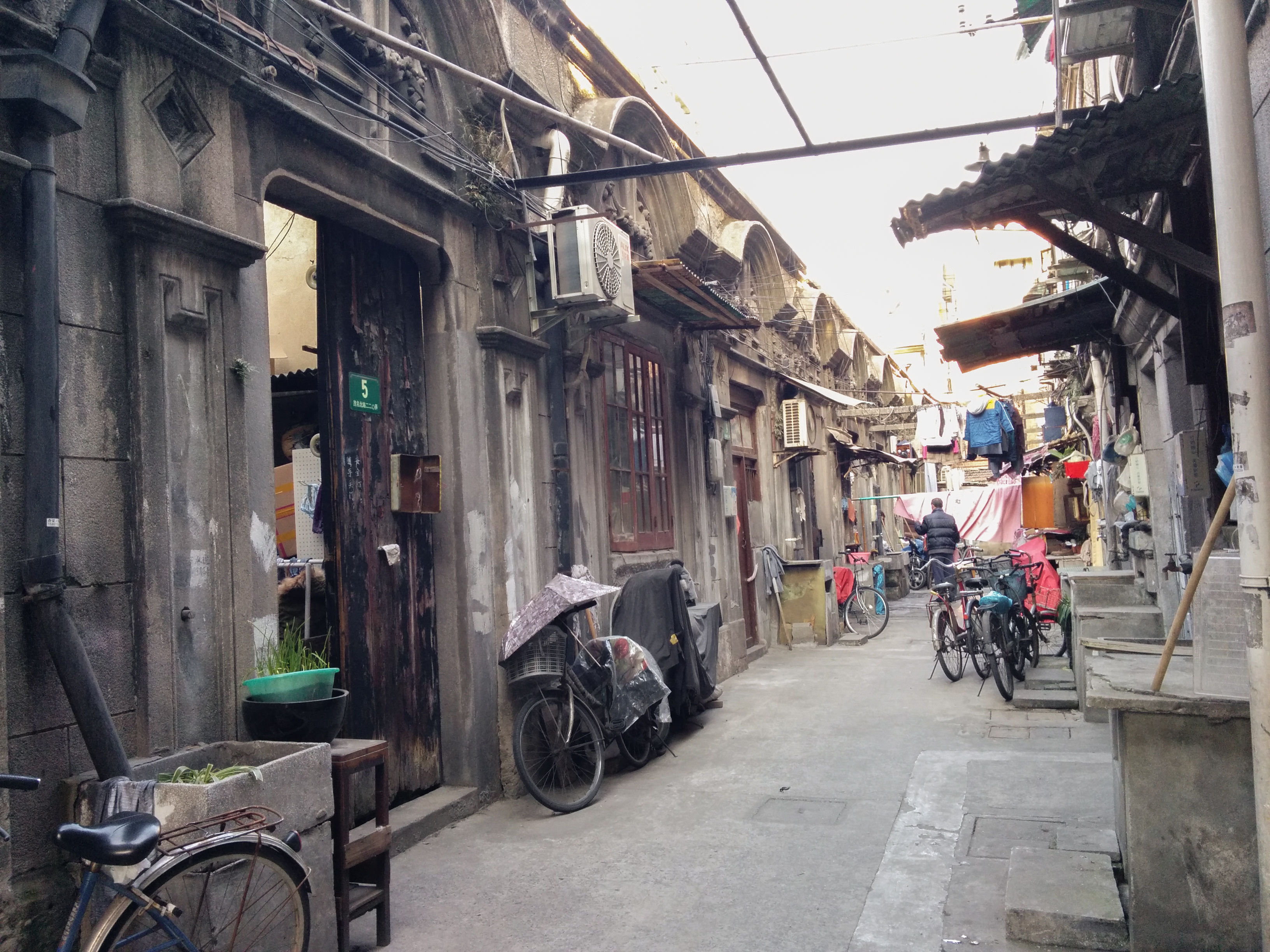
振興里の石庫門の路地。

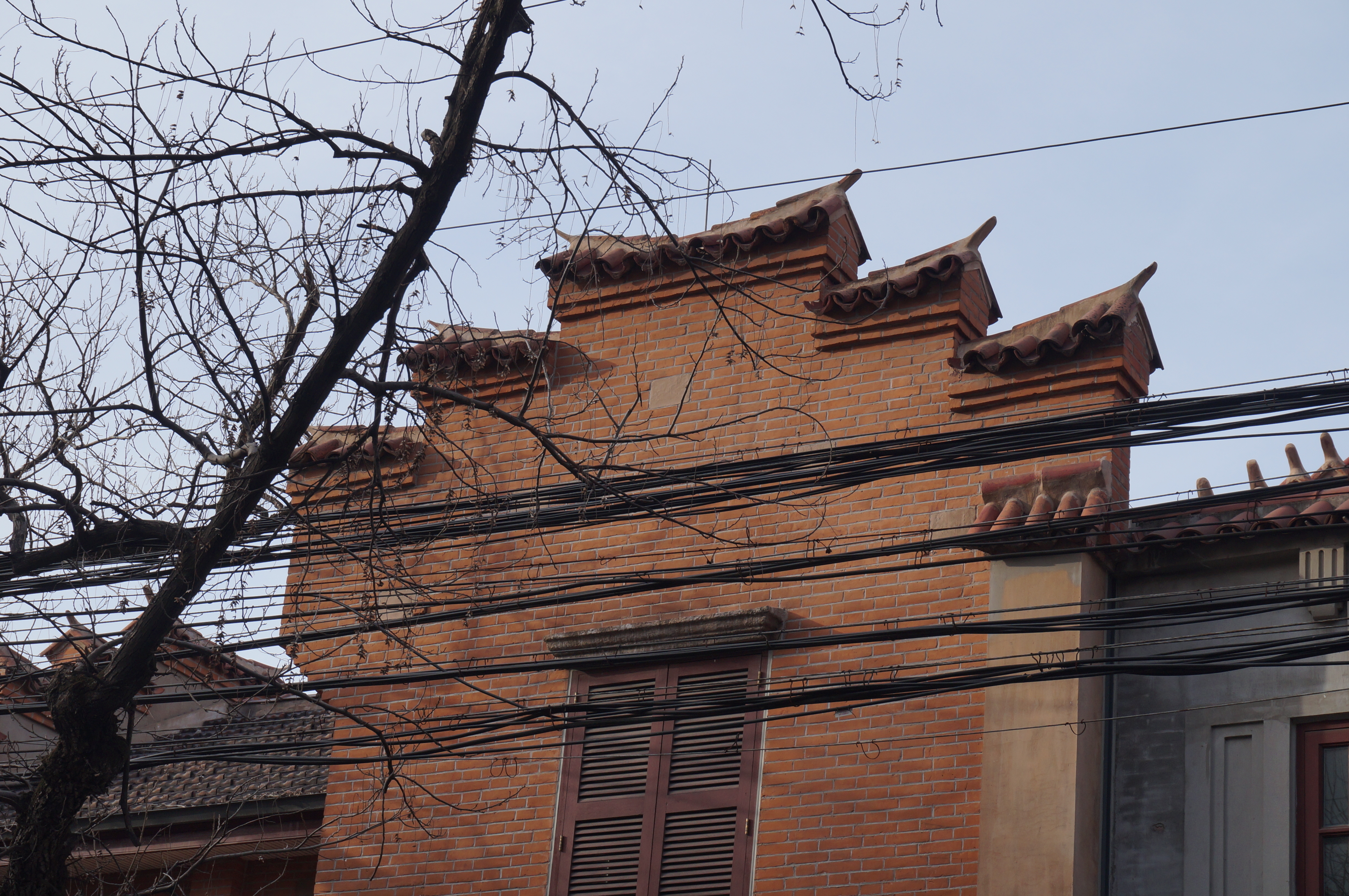
馬頭牆形式の破風。旧式の石庫門でより一般的だが、これは建業里の新式石庫門建築である。

旧式前期の石庫門は1869年から1910年の間に建てられた。これらは伝統的中国建築のスタイルをより多く残しているが、間取りは窮屈である。一般的に各住居は3-5間の2階建てだった。そこでは、壁で重量を支えられるよう煉瓦で木製の骨組みを覆う、伝統的な「立帖」という技法が使われた。各戸は前後で同じ高さの壁を共有したので、それぞれは（長屋の一部であるが）それ自体で閉ざされた、外部から分離されたものとなっていた。これにより、石庫門は住宅不動産市場で広く受け入れられた。
前期の石庫門には他にも伝統的中国建築の特徴が残っている。例えば長屋のファサードは、中国風の馬頭牆や観音兜をあしらった破風となっていることが多かった。主となる部屋には、床から天井まで届く窓があった。庇の下には装飾的な板が使われた。両翼には格子状の窓がつけられた。しかし後期の石庫門建築に比べると、前期の石庫門のゲートは装飾が簡素で、シンプルな石の枠組みであった。レイアウトについて言うと、この時期の石庫門は3メートル幅（後のものに比べると狭い）の通路に沿って住居が配置されており、後の石庫門で特徴的な幹道・支道という方向づけと構成がまだ見られない。
内部のレイアウトについて言うと、メインゲートを入ってすぐのところが中庭（天井）であり、その左右両側に各戸（廂房）が奥へと連なっている。各戸の中庭に面した中央は「客堂間」という部屋になっている。この大きな部屋は一般に12平方メートルの広さで、現代でいう居間のように使われていた。その両側には「次間」という別の部屋がついた。二階に上がるための階段は次間の裏についた。客堂間と次間の後ろは裏庭（後天井）であり、中庭の半分ほどのサイズである。家事に使う水を供給する井戸はここにあった（ただし後年には代わりに上水道がつけられた）。裏庭のさらに後ろは台所、便所、倉庫として使われる建物があった。全体として、各住宅は伝統的な中国式の日常生活に要する主な設備を持ち、なおかつ土地を節約するようになっていた。
最初期の石庫門は既に取り壊されるか改築されている。代表的な例は、1872年に建てられ1980年に取り壊された興仁里、十六鋪碼頭の近くにある棉陽里と吉祥里である。

#### 後期

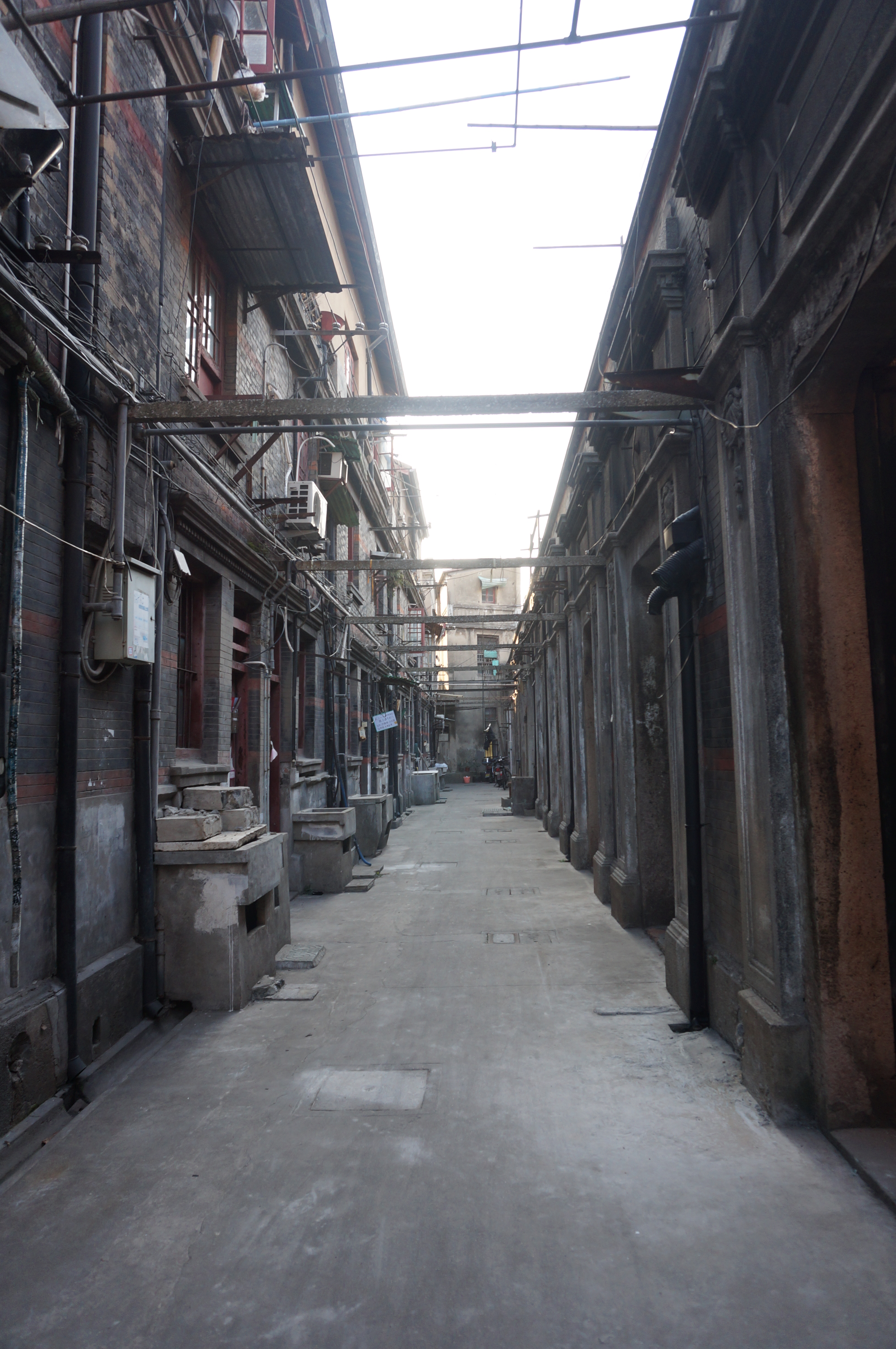
取り壊し直前の東斯文里の路地

後期の石庫門は殆どが1910年から1919年の間に建てられた。3間の幅の正面と2つの翼を持つ構成だったのが、1-2間の幅と1つの翼に縮まった。裏庭は縮小され、自然光の取り入れにより注意が払われるようになり、共用通路の幅は広くなった。また西洋建築的な特徴が増えた。具体的には、欄干、扉、窓、階段、柱頭、アーチの控え壁に、西洋的な装飾が使われた。メインゲートのまぐさ石も次第に手の込んだものとなり、半円形の飾り迫縁や三角形のペディメント、長方形のアーキトレーブがあしらわれた。
旧式後期の石庫門は、前期のものよりはるかに保存状況が良い。代表的な例として、東・西斯文里（取り壊し中）、1915年に建てられた大慶里および樹徳北里がある。旧式の石庫門が手つかずのまま大規模に残っている数少ない例が、かつてのフランス租界にあり1930年代に建てられた歩高里（Cité Bourgogne）である。

### 新式

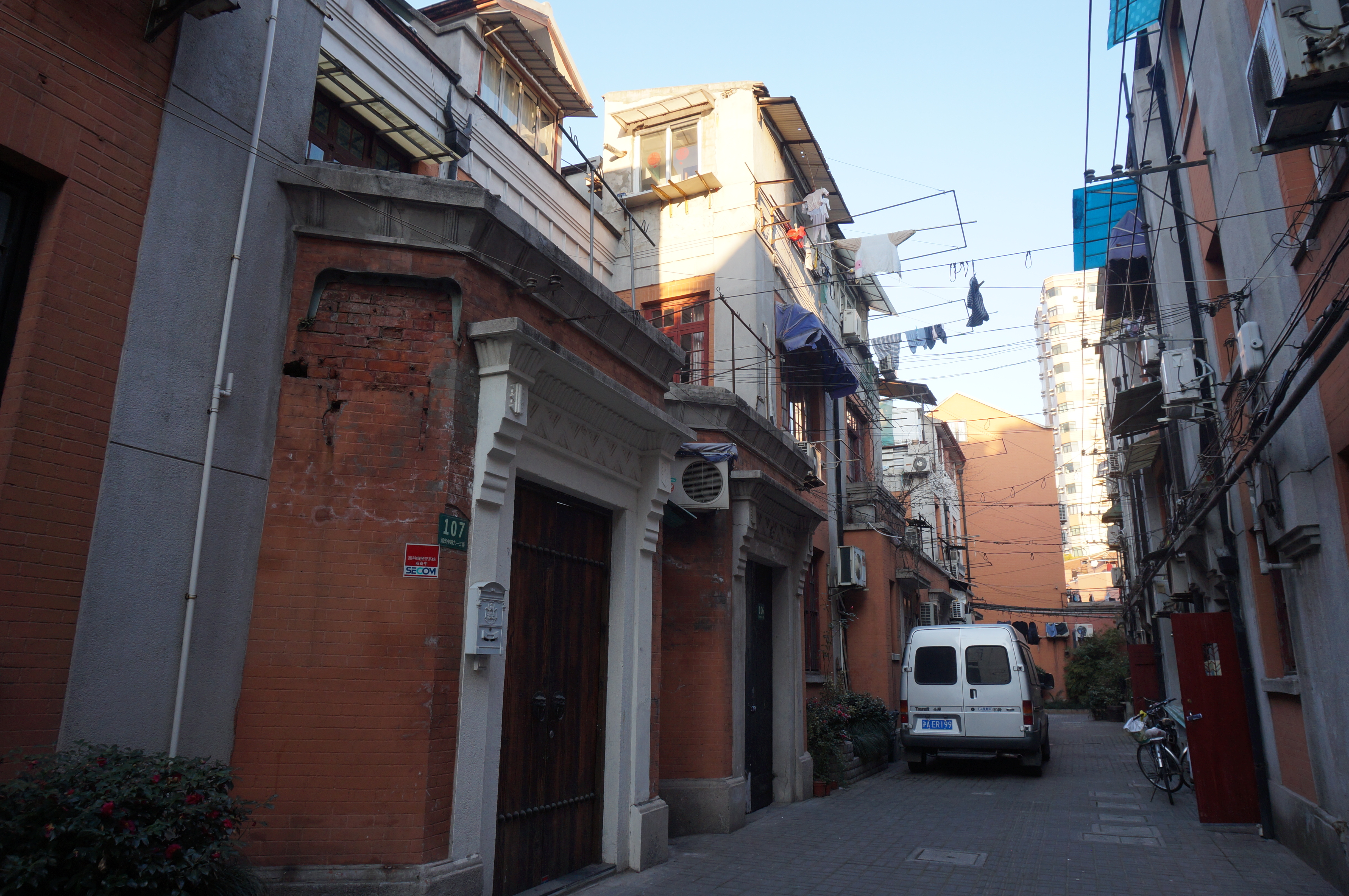
四明村の支道。住居へ続く特徴的なゲートが見える。

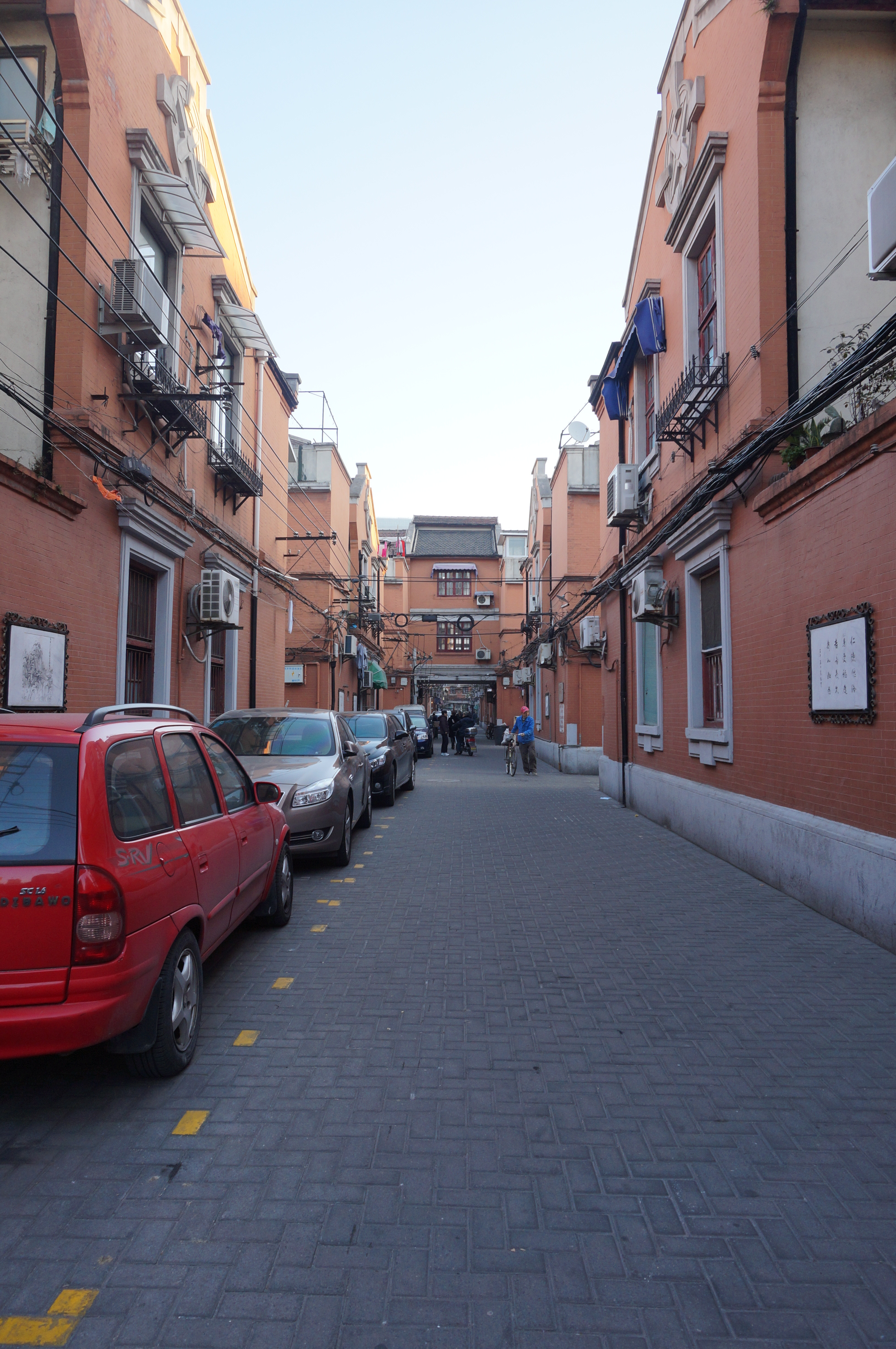
新式石庫門である四明村の幹道。

新式の石庫門は主に1919年から1930年代にかけて建てられた。これらは“改良式”石庫門住宅とも呼ばれた。旧式と新式の主な構造的違いは、新式が3階建てであることだ。それらは煉瓦で表面を覆うのでなく、鉄筋コンクリートで建てられた。その一部は現代的な衛生設備を持ち、また自然光の取り入れが重要なポイントになっていた。区画の開発時には一般に、幹道から延びる支道に沿って住宅が並ぶよう配置がなされた。自動車の普及に伴ない、幹道は自動車が出入りできるだけの広さを確保するのが普通だった。1本の共用通路に沿って1列もしくは2列の住宅が並ぶのではなく、新式の石庫門では通常、一定の広さのブロックという形で住宅を配置した。手の込んだ馬頭牆や観音兜に代わって、三角形の破風と境界壁が使われた。風雨にさらされた煉瓦は外壁に使われた。メインゲートの枠は石から煉瓦や着色された張り石に代わった。建築様式としては、全体的にさらに西洋式となった。
各住宅は1-2間分の張り出しがあった。2間の家は1つの翼がついたが、1間の家は全く翼を持たなかった。階段の傾斜は緩やかになった。新しい3階部分は一般に浴室があり、前後にテラス（晒台）を持っていた。1階には台所（竈批間）があった。家の裏手には“後翼”がつけられ、台所の上でテラスの下となる位置には“パーゴラ室”（亭子間）が設けられた。これは一般に狭く、天井が低く、北向きなので、家の中で最も使われない部屋である。もっぱら倉庫か、召使の居住用だった。
新式石庫門はかなりの数がまだ残っている。よく知られた例としては建業里（現在は富裕層向けのホテル・商業・住宅複合施設に再開発された）、淮海路の明徳里と四明村がある。

## 名称
中国語では、石庫門建築は一般的に末尾に“里”（隣近所）、“坊”（区）、“弄”（路地）、“邨”（村）が付く。前二者は都市部において伝統的に使われるものであり、少なくとも唐代から一般的である。英語名が使われる場合は、末尾に “Terrace” を付けるのが普通だった。
名称の先頭部分は、一般に3種のうちのどれかに由来する。第一は、土地の自由保有権者かそれに関係する集団から名前をとったものである。例えば四明村は、区画開発の主な出資者である Ningpo Commercial & Savings Bank の中国名「四明銀行」から名付けられた。同様に梅蘭坊は、兄弟でもある二人の地主の名前呉梅渓、呉似蘭から一文字ずつとられた。第二は、近くの道路やランドマークからとったもので、保安坊は近くの寺院である保安司徒廟からとられた。第三は、縁起の良い言葉からとられたもので、吉祥里、如意里、平安里のような例がある。
こうした名前は一般にメインゲートのアーチ上部に刻まれ、その完成年も併記された。

## 現在も著名な石庫門地域

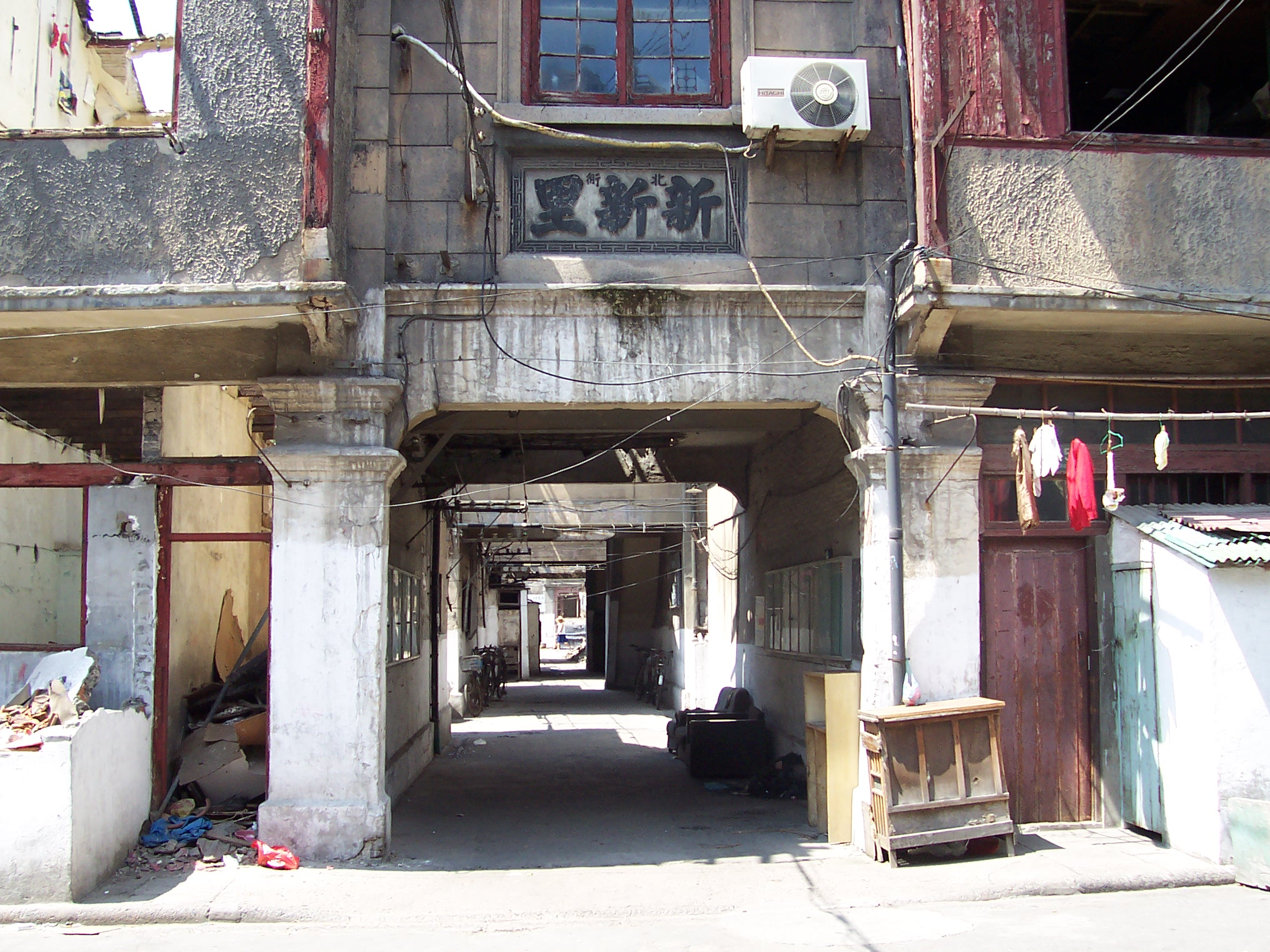
取り壊し中の新新里

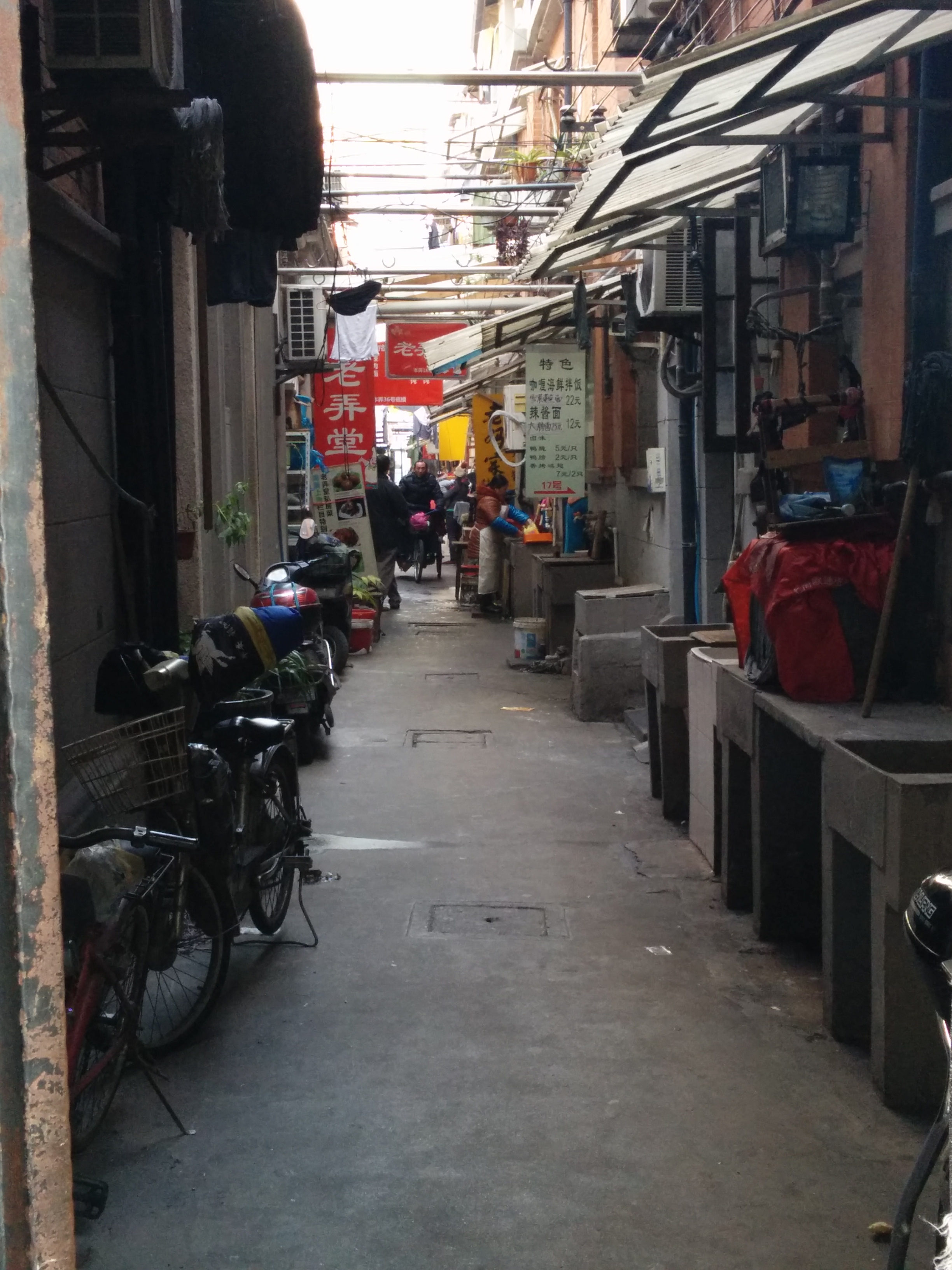
昔ながらの尚賢坊の路地。様々な店が軒を連ねている。

旧式の石庫門地域はあまり残っていない。1872年に建てられた興仁里は典型的な旧式石庫門建築のひとつとみなされている。これは北京東路にあり、24棟の2階建て住宅からなり、サイズは3間から5間まで様々である。幹道は107.5メートルの長さで、末端壁は観音兜様式の破風となっている。ここは1980年に取り壊された。
既に取り壊された著名な例に、新閘路の斯文里がある。この旧式後期の石庫門建築は4.66ヘクタールあり、床面積にして48,000平方メートルあった。2階建てもしくは3階建ての住宅が合わせて706棟あった。その殆どは1間の幅で、現代的な衛生設備は無かった。玄関は入り組んだバロック様式のまぐさ石が特徴的だった。元々は中産階級が住む地域だったが、日中戦争時に避難民が殺到し、混み合ったスラム街になった。この地域全体は2012年から2014年にかけて順次取り壊された。
陝西南路の歩高里1930年代に建てられたものだが、典型的な旧式石庫門建築のひとつである。この地域には、赤煉瓦で外装した2階建ての住宅が87棟ある。幹道は2.5メートルの幅で、多くの支道があり、それらの入り口が中国の伝統的な牌楼を模していることで知られる。上海の文化遺産として「現地保存」され、殆どが住宅用として残っている。
旧来の状態がほぼそのまま残っている最大の石庫門地域は建業里であり、文化遺産として保護されている。建国西路と岳陽路にある新式石庫門建築は260棟の住宅からなり、全て2階建ての赤煉瓦造りである。また中国の伝統的な馬頭牆形式の破風と、アーチ式の戸口で知られている。2003年にそれまで住んでいた住人達は立ち退き、批判はあったが、改装されて賃貸住宅、レストラン、その他の商業施設となった。
ギルバート・ライド（Gilbert Reid）が開いた尚賢堂のメインホールがある尚賢坊も、文化遺産として保護されている石庫門区域であり、現在は改装されて“石庫門ホテル”となっている。改装されたその他の石庫門区域には他に、大規模な改築が行なわれた新天地や、芸術的な風情を加えて小規模事業向けに再開発されたが以前の構造を大部分残している田子坊などがある。これらの再開発プロジェクトには、いつも批判がつきまとっている。
他に文化遺産として保護されている石庫門区域には四明村、梅蘭坊、栄康里がある。

## ギャラリー

### 破風

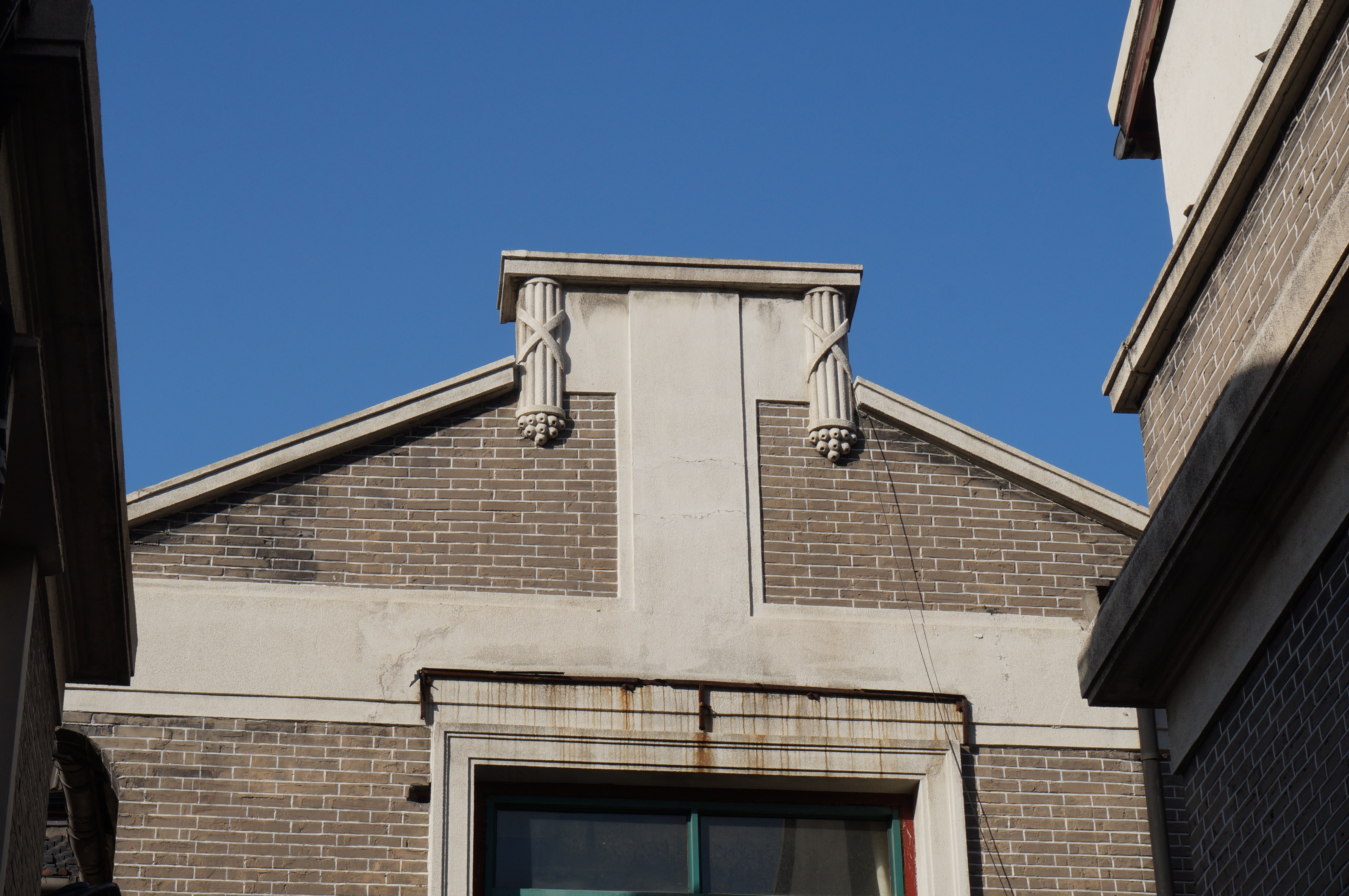
吉祥里
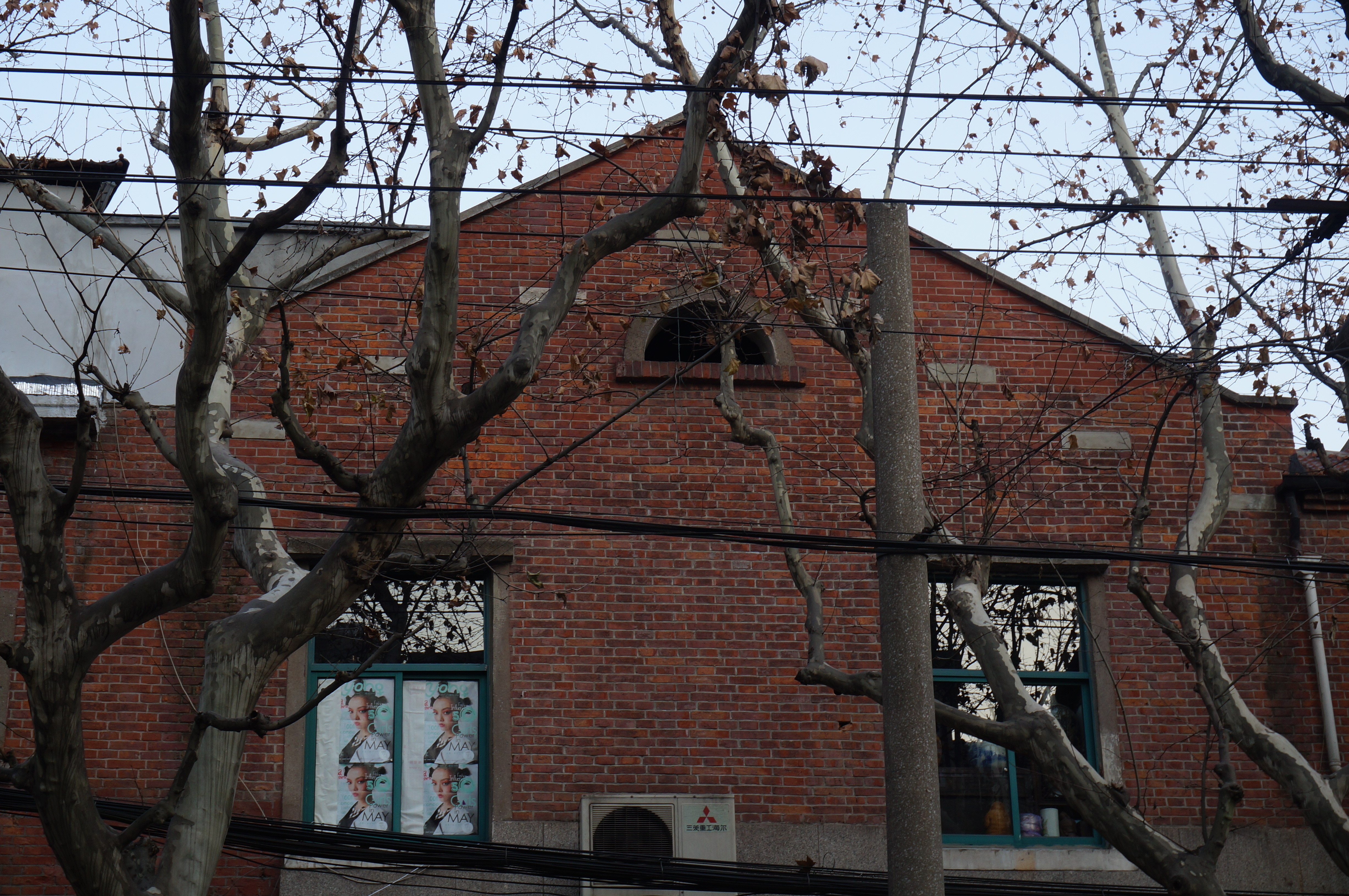
歩高里
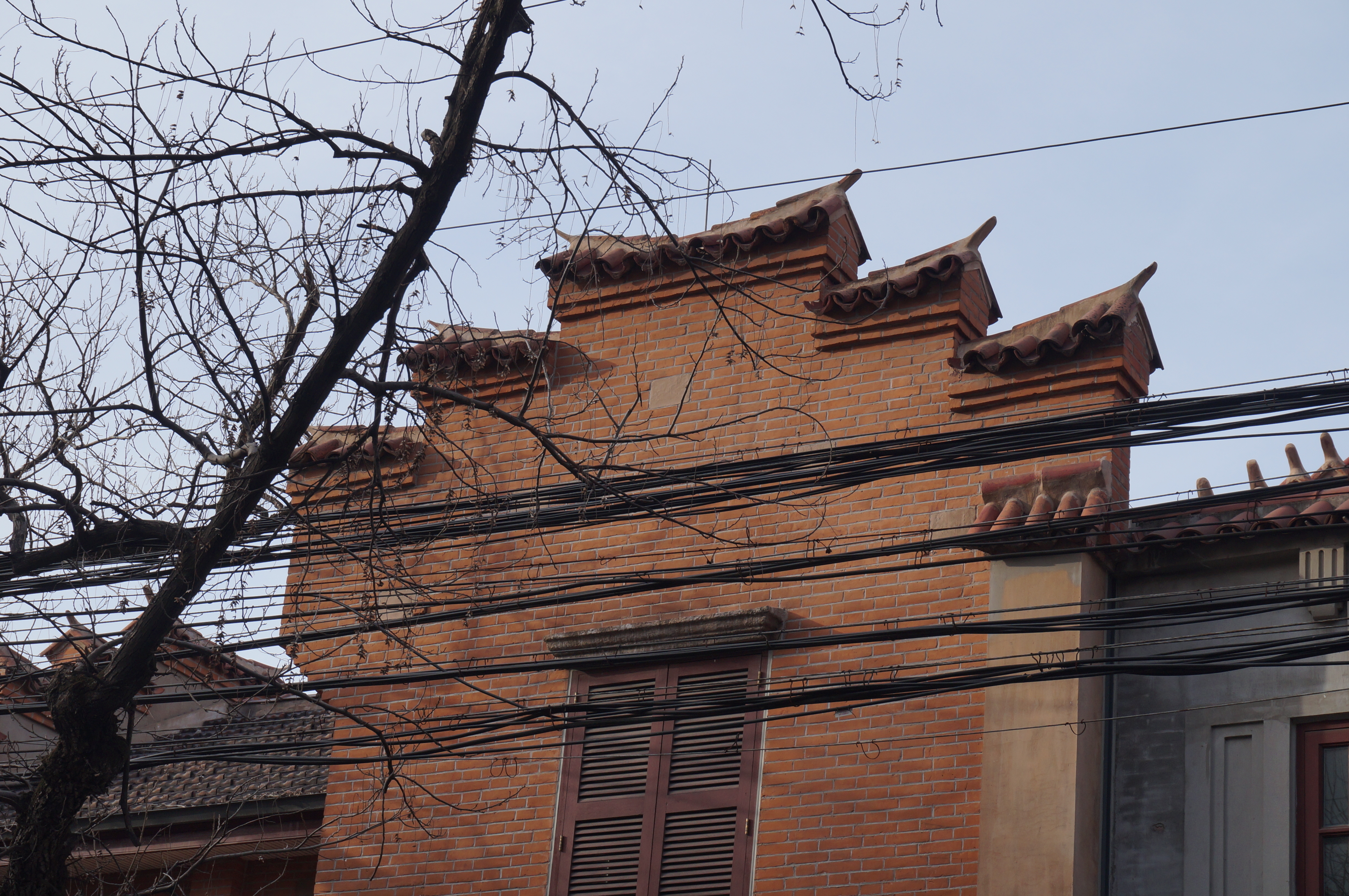
建業里（馬頭牆式）
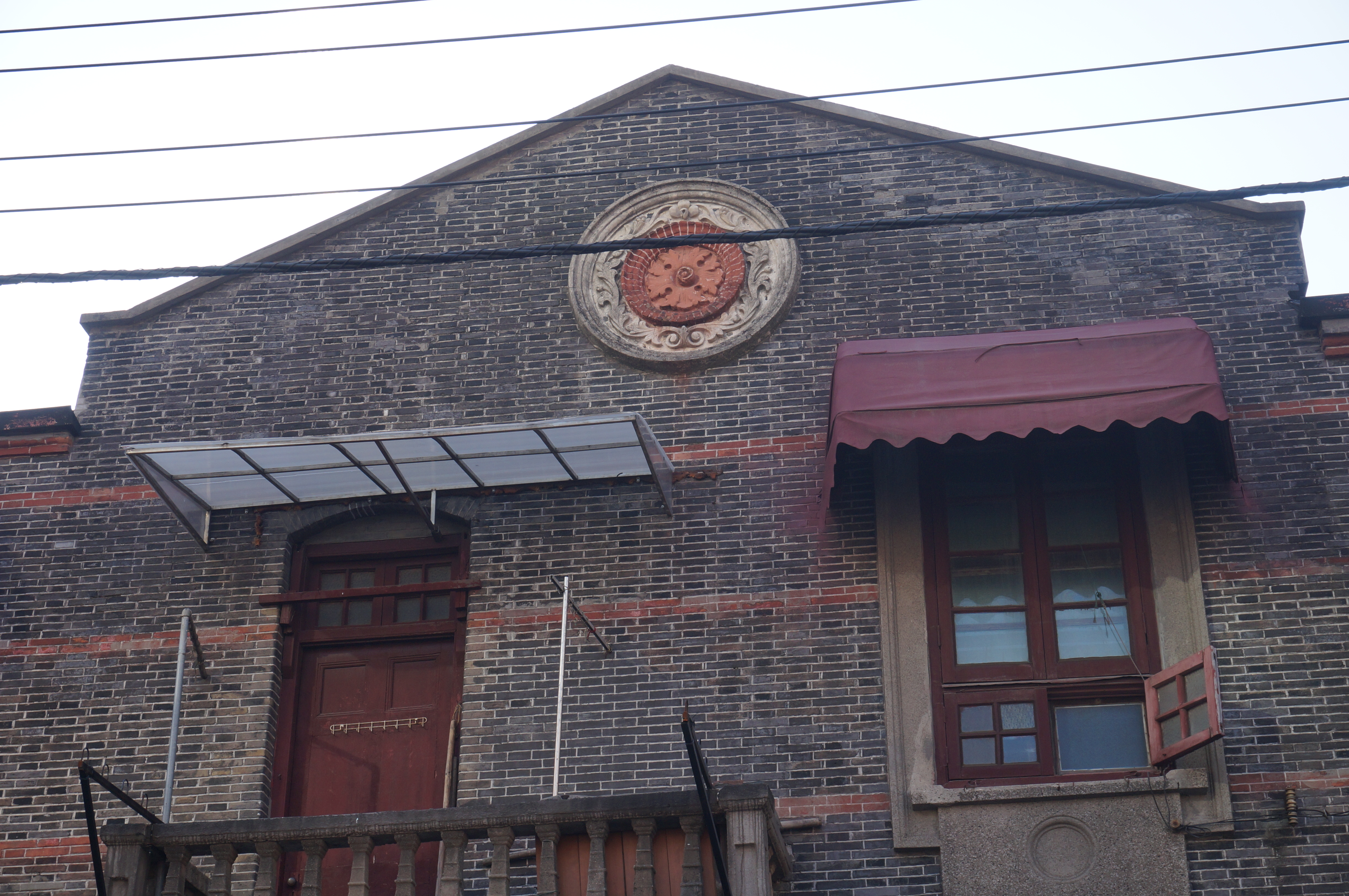
張園
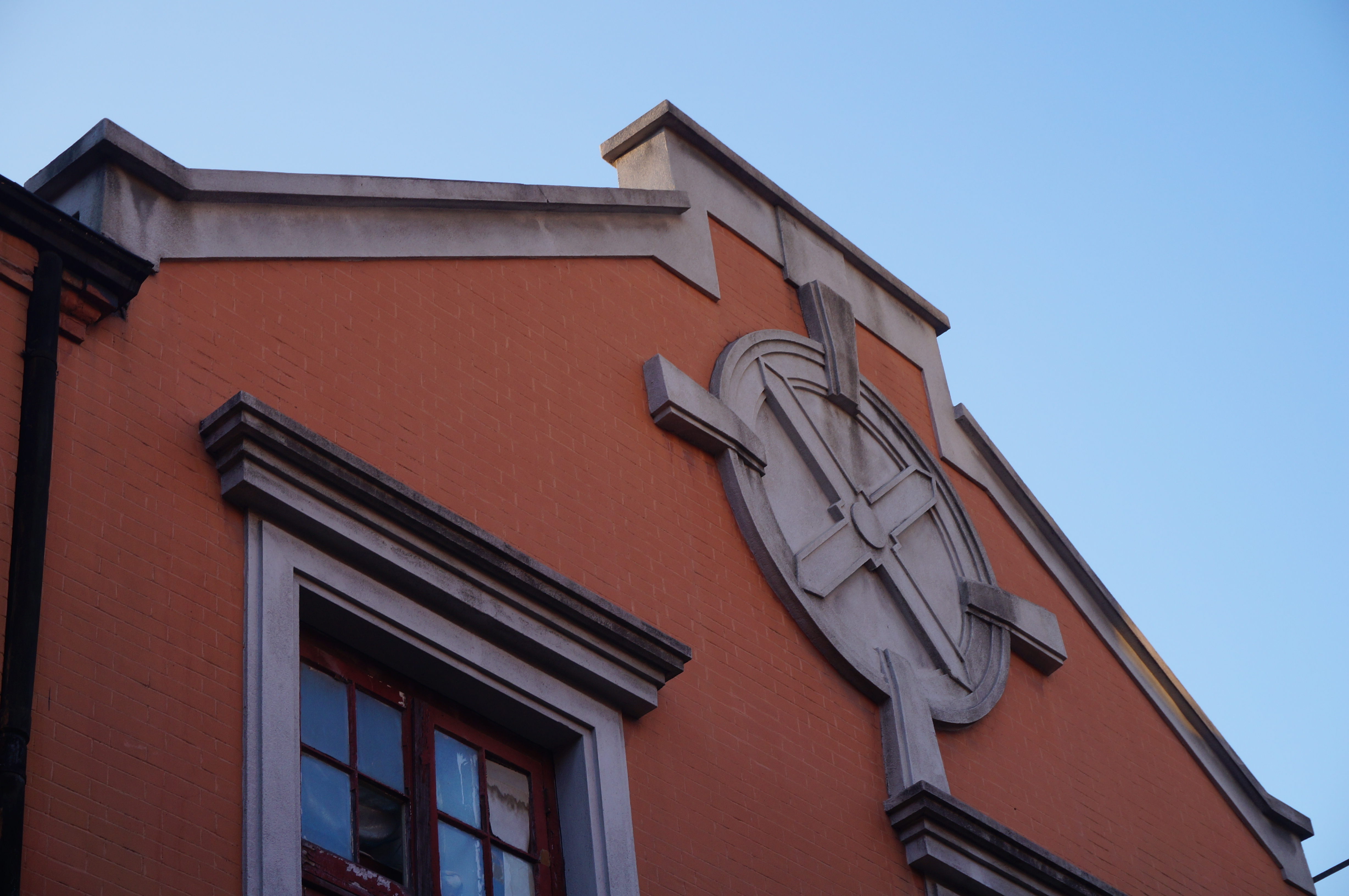
四明村

### 戸口

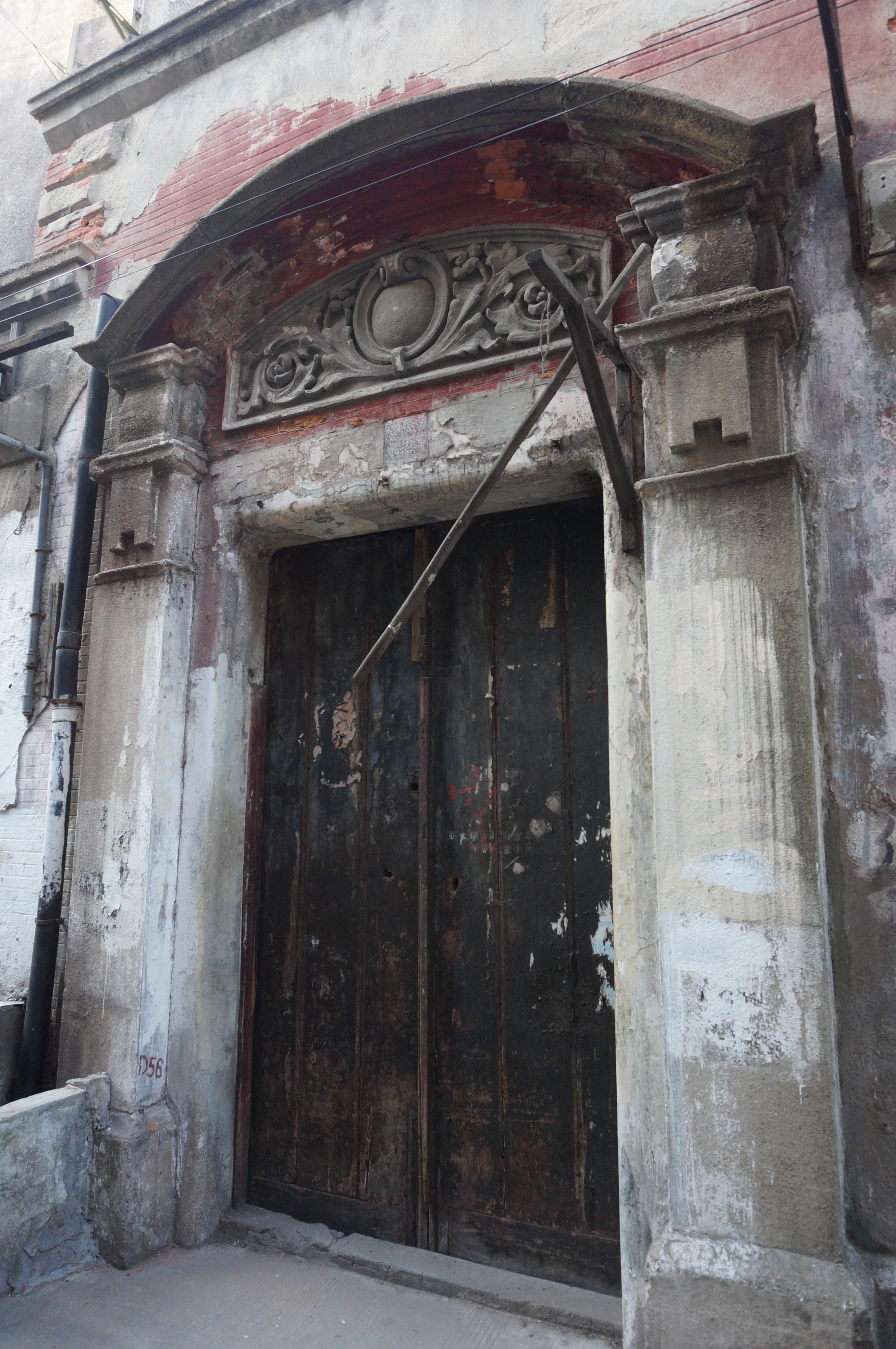
東斯文里 （取り壊し済）
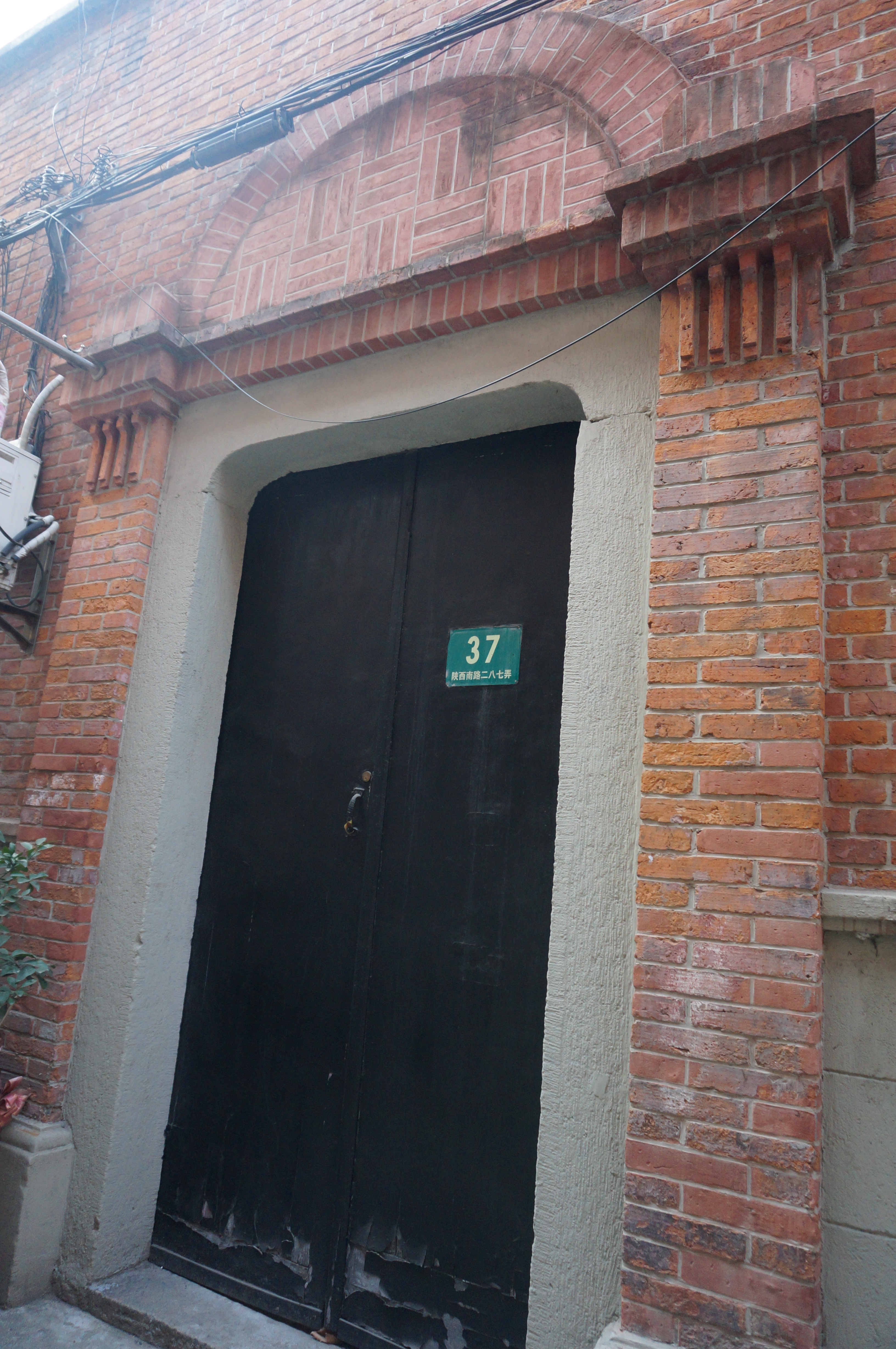
歩高里
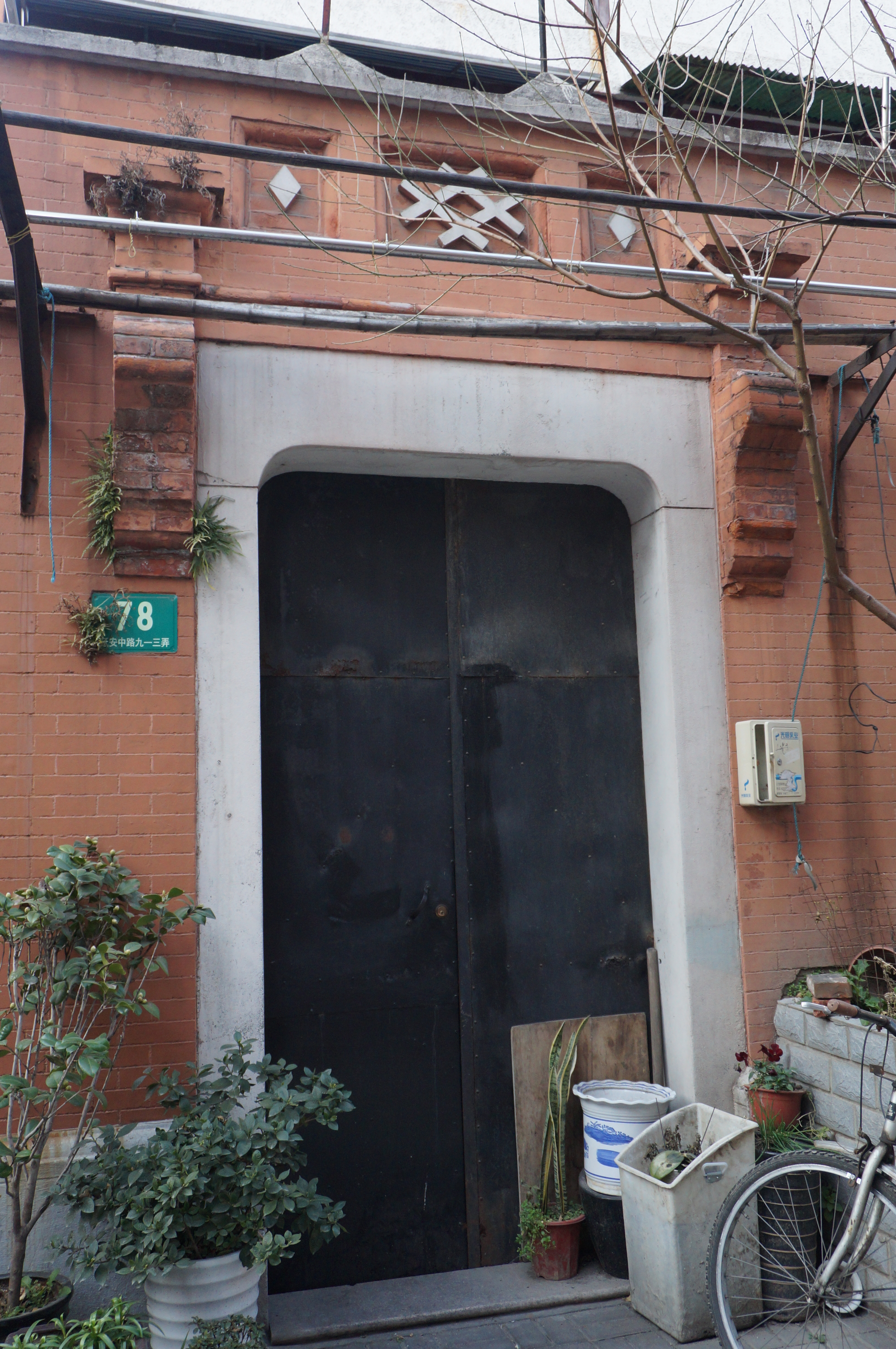
四明村
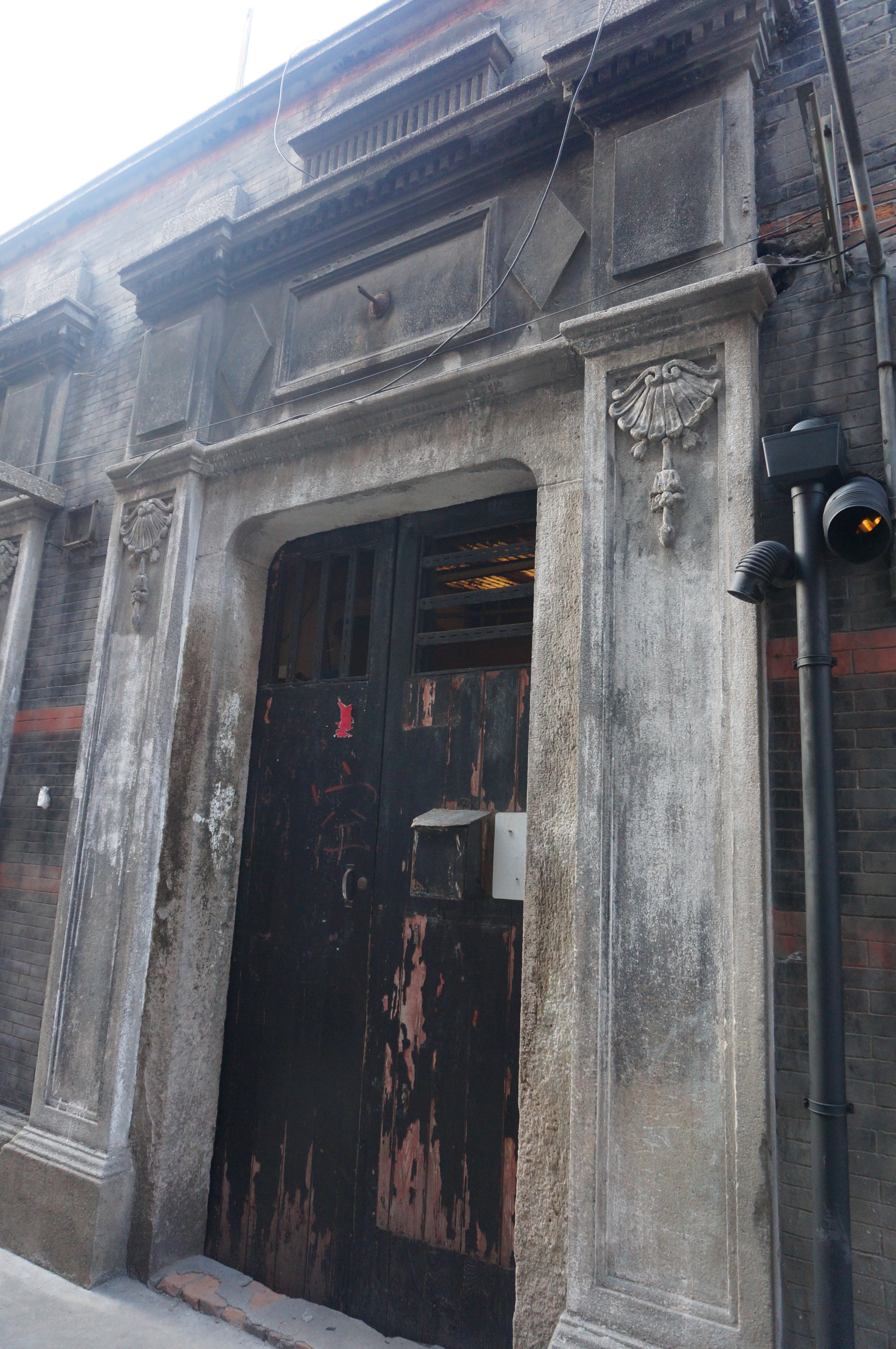
新閘路
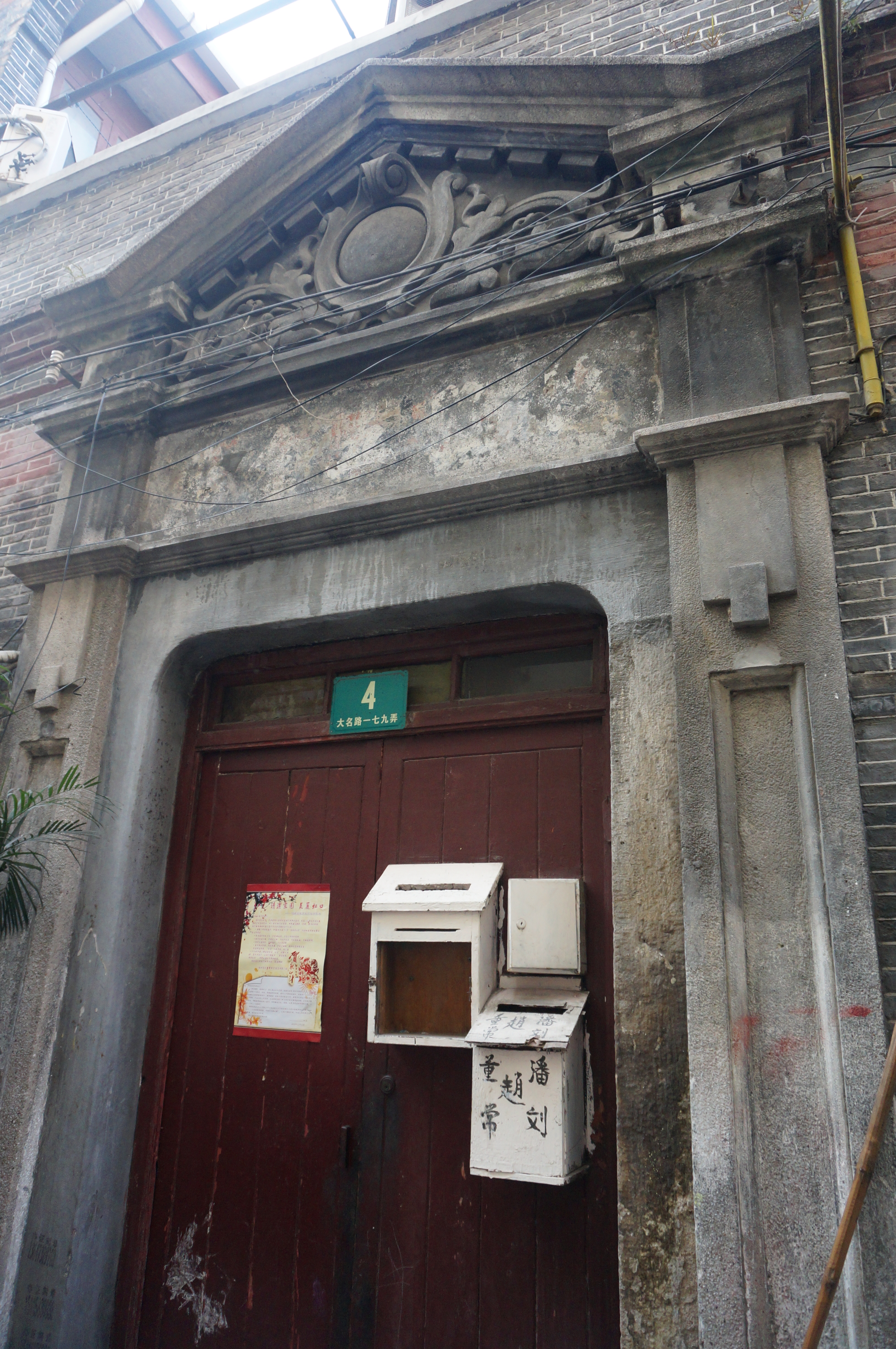
大名路
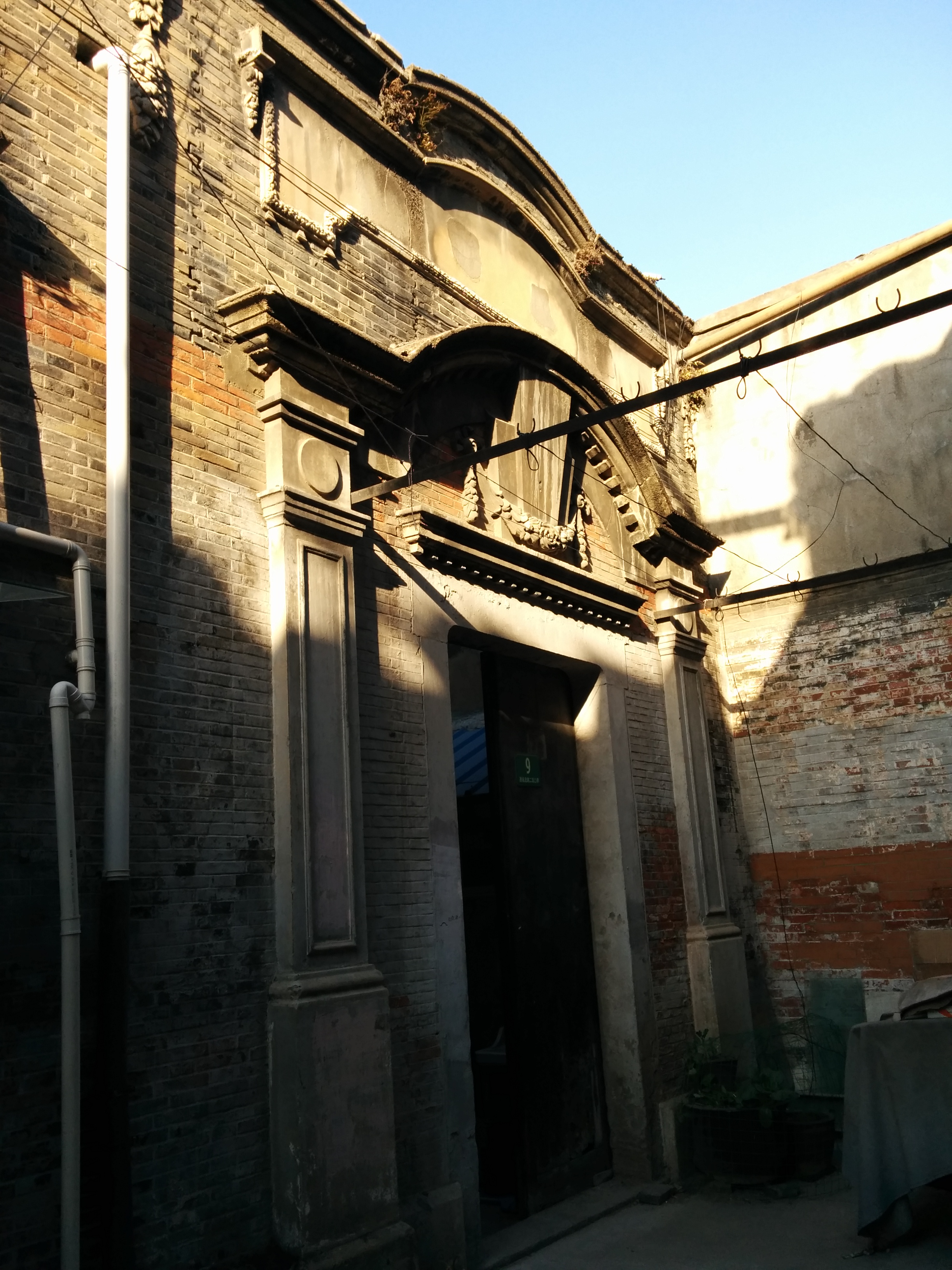
栄康里
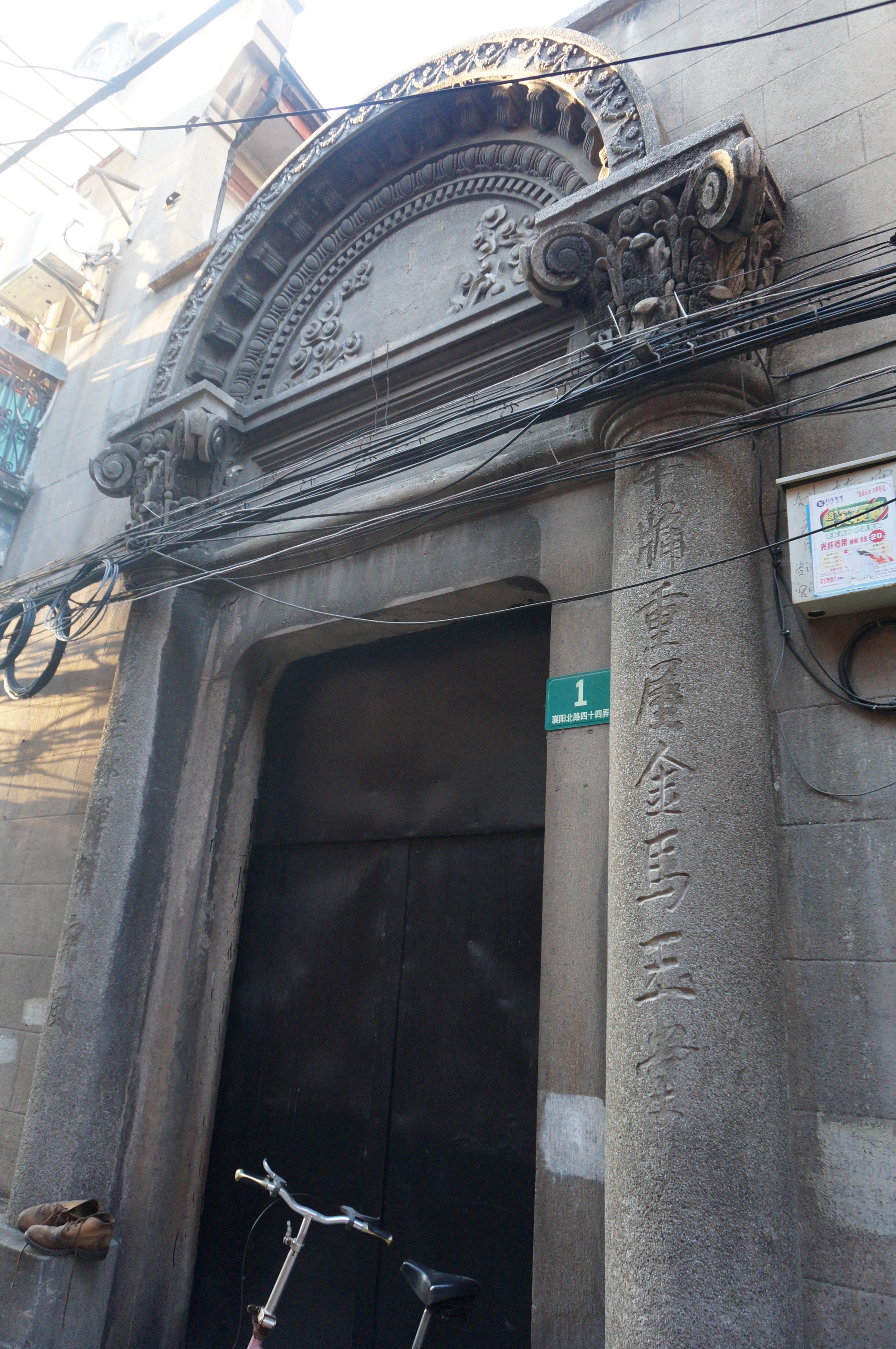
襄陽北路
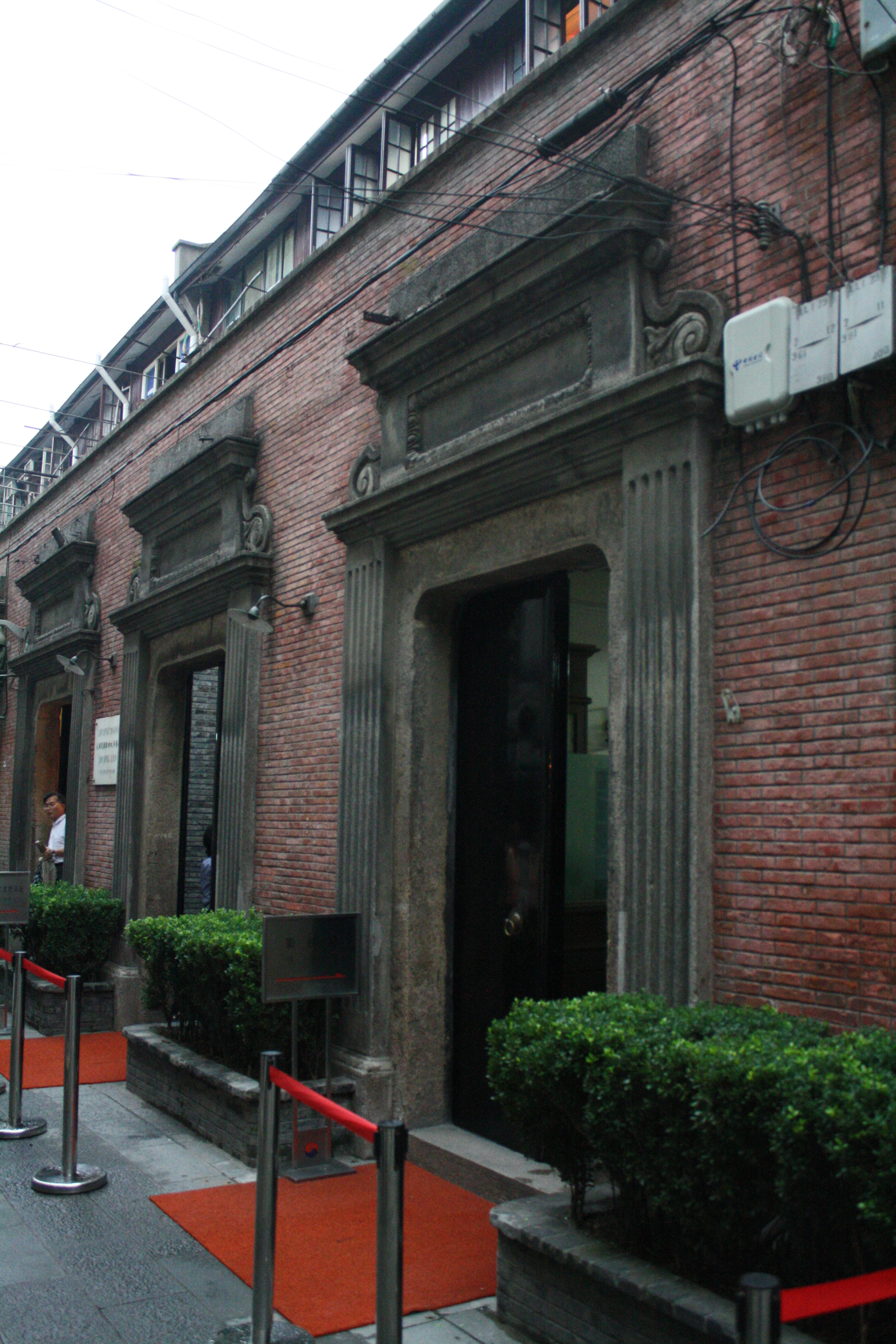
馬当路

### 路地の入口

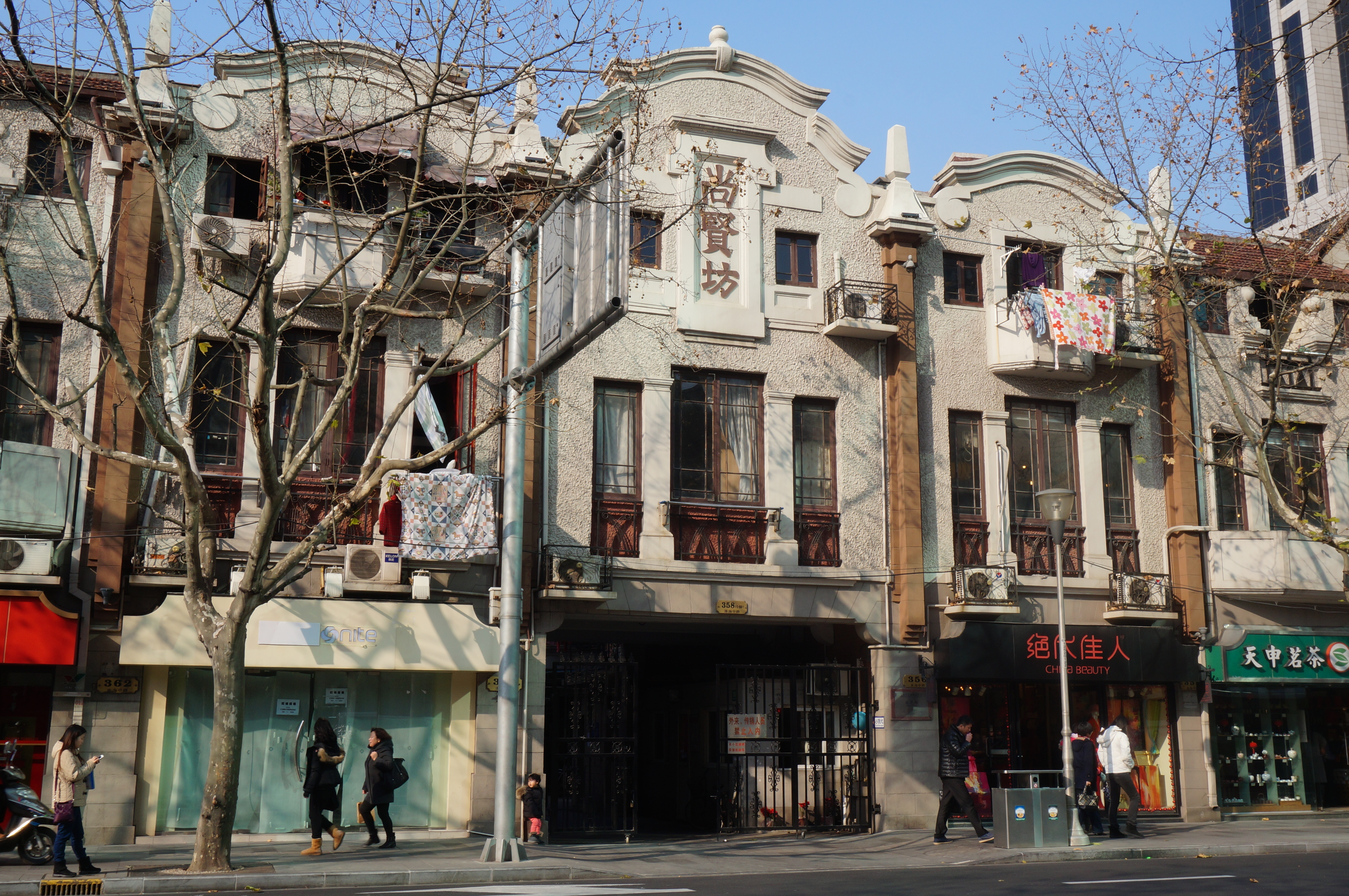
尚賢坊
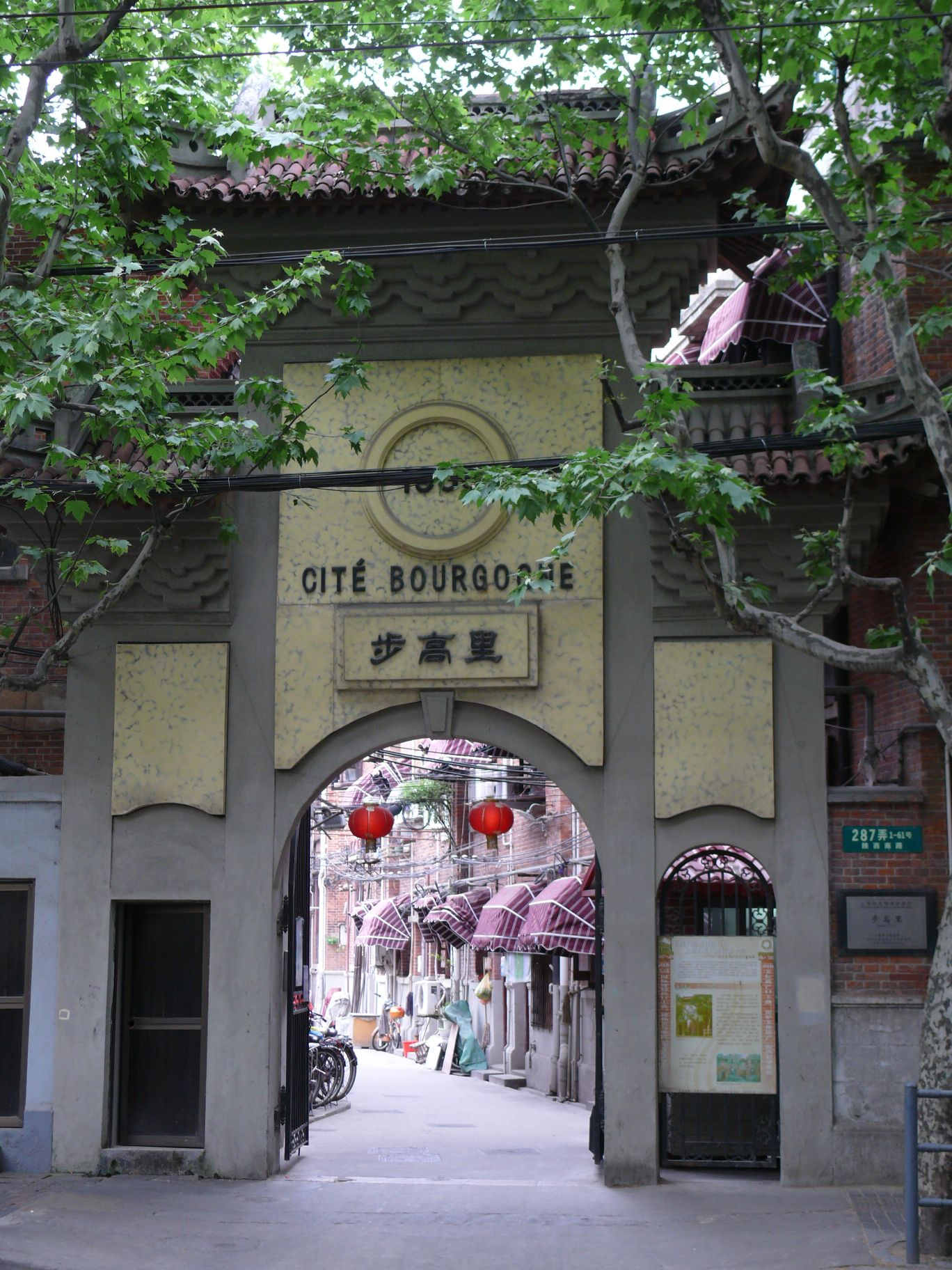
歩高里
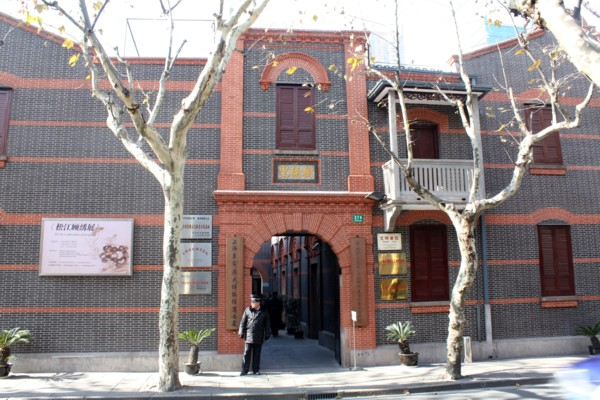
樹徳里
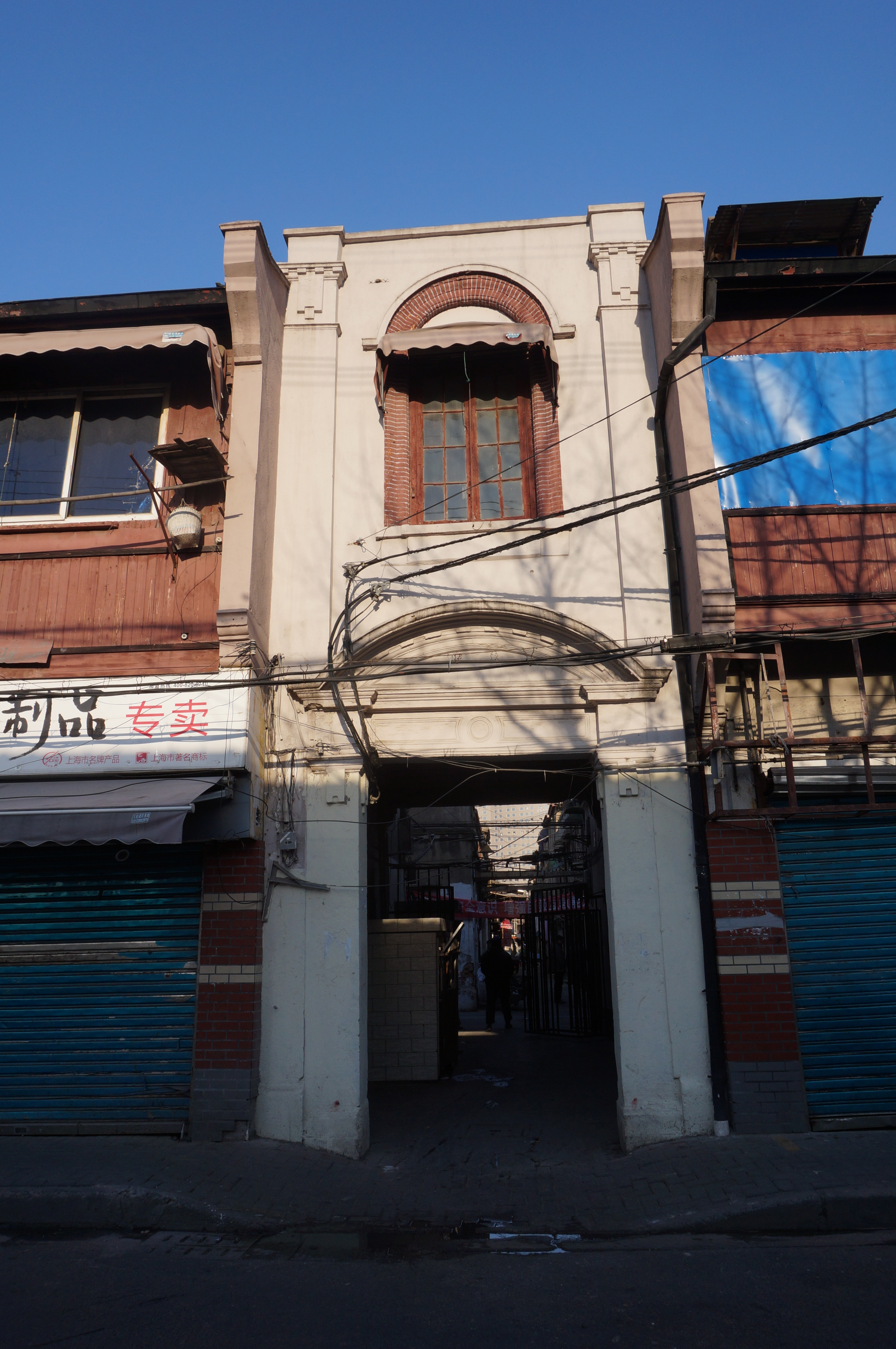
東斯文里 （取り壊し済）
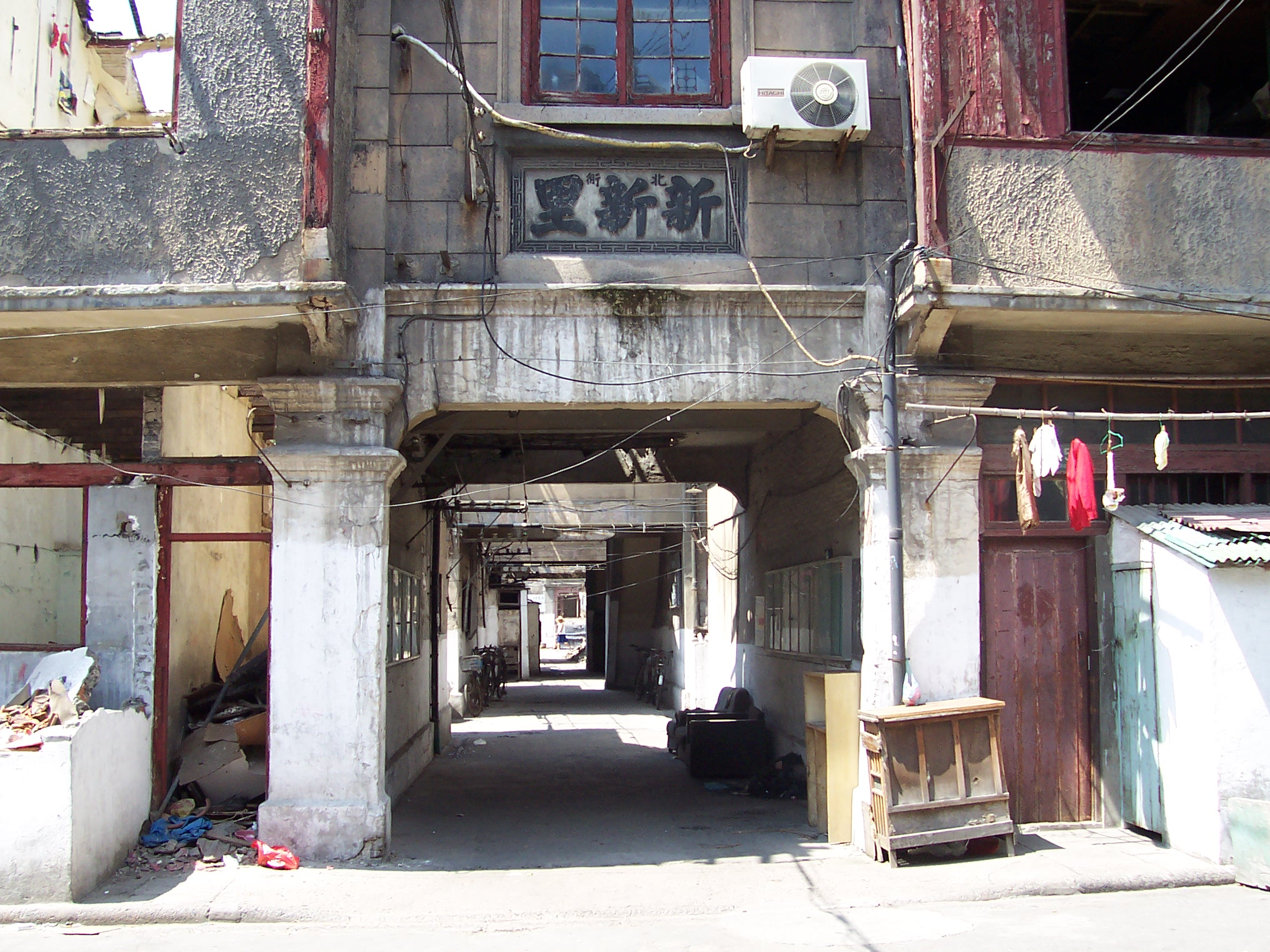
新新里
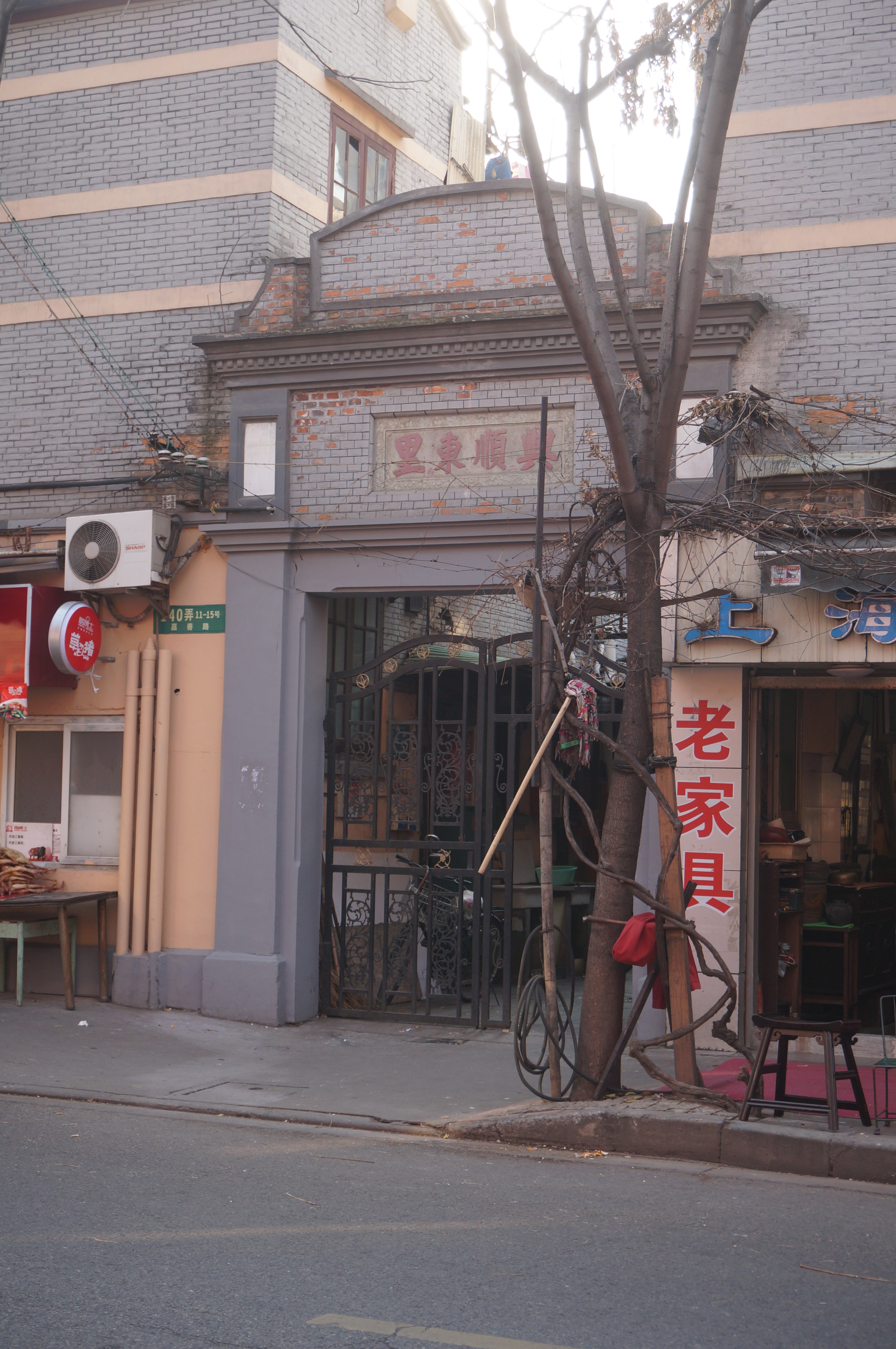
興順東里
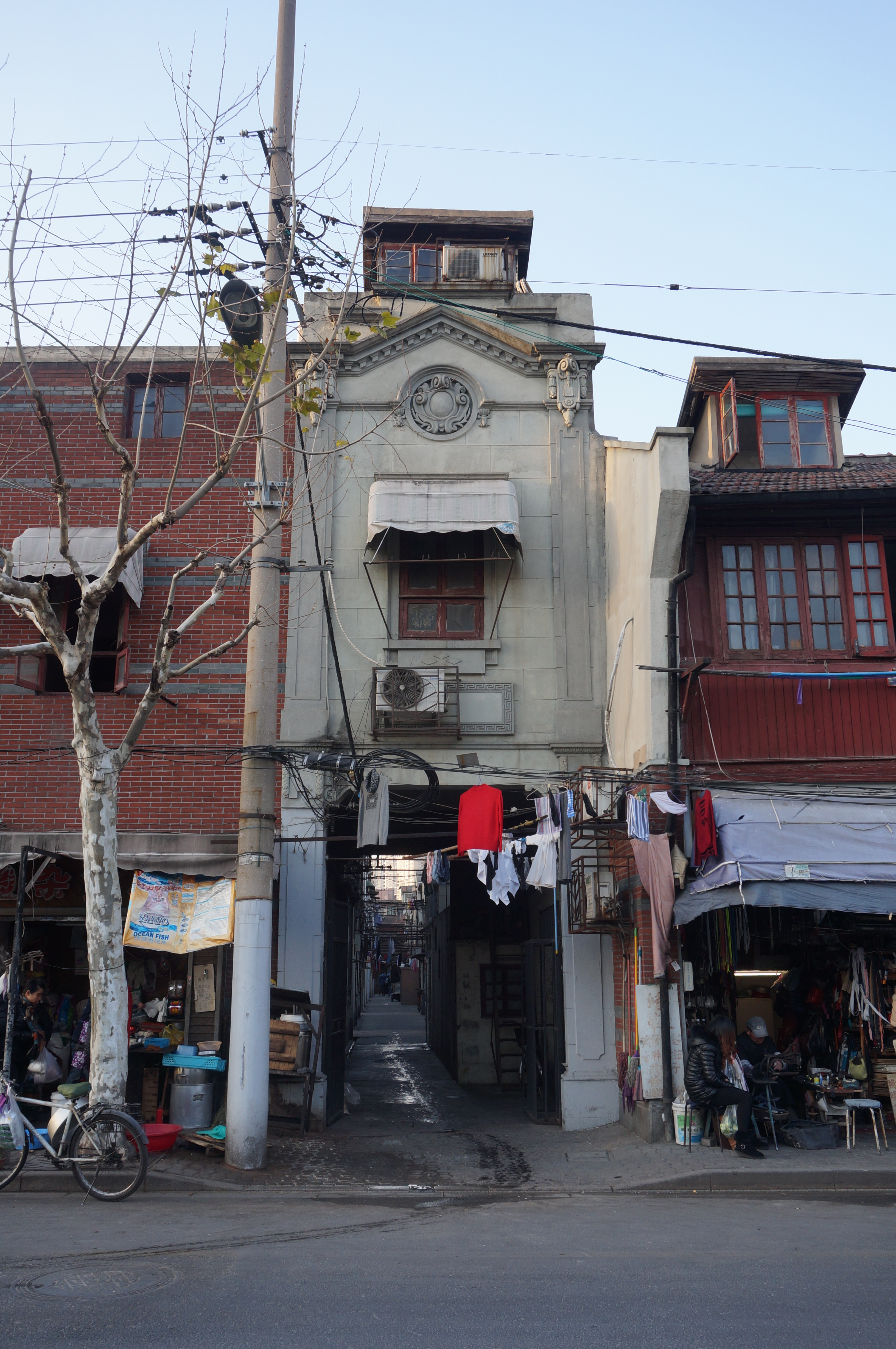
山海関路